# Бразилія на літніх Олімпійських іграх 2016
Бразилію на літніх Олімпійських іграх 2016 представляли 465 спортсменів.

## Медалісти
| Медаль | Спортсмени | Вид спорту                      | Дисципліна                                  | Дата      |
| ------ | --- | ------------------------------- | ------------------------------------------- | --------- |
| Золото | Рафаела Сілва | Дзюдо                           | до 57 кг (жінки)                            | 8 серпня  |
| Золото | Тьяго Браз да Сілва | Легка атлетика                  | стрибки з жердиною (чоловіки)               | 15 серпня |
| Золото | Робсон Консейсан | Бокс                            | до 60 кг (чоловіки)                         | 16 серпня |
| Золото | Мартіна Граель Кахена Кунце | Вітрильний спорт                | 49er FX                                     | 18 серпня |
| Золото | Алісон Серутті Бруно Шмідт | Волейбол                        | пляжний (чоловіки)                          | 18 серпня |
| Золото | Олімпійська збірна Бразилії з футболу Вевертон Зека Родріго Кайо Маркіньюс Ренато Аугусто Дуглас Сантос Луан Вієйра Рафінья Габріел Неймар Габріел Жезус Волас Вільям Луан Гарсія Родріго Доурадо Тьяго Мая Феліпе Андерсон Уїлсон | Футбол                          | чоловіки                                    | 20 серпня |
| Золото | Збірна Бразилії з волейболу Брунінью Едер Карбонера Воллес де Соуза Вільям Аржона Сержіо Сантос Луїс Феліпе Фонтелеш Маурісіу Соуза Дуглас Соуза Лукас Сааткамп Евандро Гуерра Рікардо Лукареллі Соуза Маурісіу Боржес             | Волейбол                        | чоловіки                                    | 21 серпня |
| Срібло | Феліпе Алмейда Ву | Стрільба                        | пневматичний пістолет, 10 метрів (чоловіки) | 6 серпня  |
| Срібло | Дієго Іполіто | Гімнастика                      | вільні вправи (чоловіки)                    | 14 серпня |
| Срібло | Артур Занетті | Гімнастика                      | кільця (чоловіки)                           | 15 серпня |
| Срібло | Ісакіас Кейрос | Веслування на байдарках і каное | каное-одиночки, 1000 м (чоловіки)           | 18 серпня |
| Срібло | Агата Беднарчук Барбара Сейшас | Волейбол                        | пляжний (жінки)                             | 17 серпня |
| Срібло | Ісакіас Кейрос Ерлон де Соуза Сілва | Веслування на байдарках і каное | каное-двійки, 1000 м (чоловіки)             | 20 серпня |
| Бронза | Майра Агіяр | Дзюдо                           | до 78 кг (жінки)                            | 11 серпня |
| Бронза | Рафаел Сілва | Дзюдо                           | понад 100 кг (чоловіки)                     | 12 серпня |
| Бронза | Артур Маріано | Гімнастика                      | вільні вправи (чоловіки)                    | 14 серпня |
| Бронза | Поліана Окімото | Плавання                        | марафон 10 км (жінки)                       | 15 серпня |
| Бронза | Ісакіас Кейрос | Веслування на байдарках і каное | каное-одиночки, 200 м (чоловіки)            | 18 серпня |
| Бронза | Майкон Сікейра | Тхеквондо                       | понад 80 кг (чоловіки)                      | 20 серпня |

## Спортсмени
| Дисципліна                      | Чоловіки | Жінки | Разом |
| ------------------------------- | -------- | ----- | ----- |
| Стрільба з лука                 | 3        | 3     | 6     |
| Легка атлетика                  | 36       | 31    | 67    |
| Бадмінтон                       | 1        | 1     | 2     |
| Баскетбол                       | 12       | 12    | 24    |
| Бокс                            | 7        | 2     | 9     |
| Веслування на байдарках і каное | 11       | 2     | 13    |
| Велоспорт                       | 6        | 4     | 10    |
| Стрибки у воду                  | 5        | 4     | 9     |
| Кінний спорт                    | 10       | 2     | 12    |
| Фехтування                      | 7        | 6     | 13    |
| Хокей на траві                  | 16       | 0     | 16    |
| Футбол                          | 18       | 18    | 36    |
| Гольф                           | 1        | 2     | 3     |
| Гімнастика                      | 6        | 11    | 17    |
| Гандбол                         | 14       | 14    | 28    |
| Дзюдо                           | 7        | 7     | 14    |
| Сучасне п'ятиборство            | 1        | 1     | 2     |
| Академічне веслування           | 2        | 2     | 4     |
| Регбі-7                         | 12       | 12    | 24    |
| Вітрильний спорт                | 8        | 7     | 15    |
| Стрільба                        | 6        | 3     | 9     |
| Плавання                        | 23       | 13    | 36    |
| Синхронне плавання              | —        | 9     | 9     |
| Настільний теніс                | 3        | 3     | 6     |
| Тхеквондо                       | 2        | 2     | 4     |
| Теніс                           | 5        | 2     | 7     |
| Тріатлон                        | 1        | 1     | 2     |
| Волейбол                        | 16       | 16    | 32    |
| Водне поло                      | 13       | 13    | 26    |
| Важка атлетика                  | 3        | 2     | 5     |
| Боротьба                        | 1        | 4     | 5     |
| Разом                           | 256      | 209   | 465   |

## Стрільба з лука
Чоловіки
| Спортсмен                                        | Дисципліна    | Попередній раунд | Попередній раунд | 1/32 фіналу          | 1/16 фіналу        | 1/8 фіналу         | Чвертьфінали       | Півфінали          | Фінал / БМ         | Фінал / БМ      |
| Спортсмен                                        | Дисципліна    | Результат        | Сіяний           | Суперник Результат   | Суперник Результат | Суперник Результат | Суперник Результат | Суперник Результат | Суперник Результат | Місце           |
| ------------------------------------------------ | ------------- | ---------------- | ---------------- | -------------------- | ------------------ | ------------------ | ------------------ | ------------------ | ------------------ | --------------- |
| Маркус Д'Алмейда                                 | Індивідуальні | 658              | 34               | Камінскі (USA) L 2–6 | Завершив виступ    | Завершив виступ    | Завершив виступ    | Завершив виступ    | Завершив виступ    | Завершив виступ |
| Бернардо Олівейра                                | Індивідуальні | 651              | 45               | Поттс (AUS) W 6–4    | Сото (CHI) L 1–7   | Завершив виступ    | Завершив виступ    | Завершив виступ    | Завершив виступ    | Завершив виступ |
| Daniel Xavier                                    | Індивідуальні | 639              | 53               | Lee S-y (KOR) L 2–6  | Завершив виступ    | Завершив виступ    | Завершив виступ    | Завершив виступ    | Завершив виступ    | Завершив виступ |
| Маркус Д'Алмейда Бернардо Олівейра Daniel Xavier | Команда       | 1948             | 11               | Н/Д                  | Н/Д                | Китай (CHN) L 2–6  | Завершив виступ    | Завершив виступ    | Завершив виступ    | Завершив виступ |

Жінки
| Спортсменка                                        | Дисципліна    | Попередній раунд | Попередній раунд | 1/32 фіналу          | 1/16 фіналу         | 1/8 фіналу          | Чвертьфінали        | Півфінали           | Фінал / БМ          | Фінал / БМ       |
| Спортсменка                                        | Дисципліна    | Результат        | Сіяна            | Суперниця Результат  | Суперниця Результат | Суперниця Результат | Суперниця Результат | Суперниця Результат | Суперниця Результат | Місце            |
| -------------------------------------------------- | ------------- | ---------------- | ---------------- | -------------------- | ------------------- | ------------------- | ------------------- | ------------------- | ------------------- | ---------------- |
| Ане Марсель дос Сантос                             | Індивідуальні | 637              | 26               | Nagamine (JPN) W 7–3 | Інглі (AUS) W 6–0   | Фолкард (GBR) L 2–6 | Завершила виступ    | Завершила виступ    | Завершила виступ    | Завершила виступ |
| Маріна Канетта                                     | Індивідуальні | 599              | 54               | Ці Юй (CHN) L 1–7    | Завершила виступ    | Завершила виступ    | Завершила виступ    | Завершила виступ    | Завершила виступ    | Завершила виступ |
| Сара Нікітін                                       | Індивідуальні | 609              | 50               | Kang U-j (PRK) L 0–6 | Завершила виступ    | Завершила виступ    | Завершила виступ    | Завершила виступ    | Завершила виступ    | Завершила виступ |
| Ане Марсель дос Сантос Маріна Канетта Сара Нікітін | Команда       | 1845             | 11               | Н/Д                  | Н/Д                 | Італія (ITA) L 0–6  | Завершила виступ    | Завершила виступ    | Завершила виступ    | Завершила виступ |

## Легка атлетика
Легенда
- Note – для трекових дисциплін місце вказане лише для забігу, в якому взяв участь спортсмен
- Q = пройшов у наступне коло напряму
- q = пройшов у наступне коло за добором (для трекових дисциплін - найшвидші часи серед тих, хто не пройшов напряму; для технічних дисциплін - увійшов до визначеної кількості фіналістів за місцем якщо напряму пройшло менше спортсменів, ніж визначена кількість)
- NR = Національний рекорд
- N/A = Коло відсутнє у цій дисципліні
- Bye = спортсменові не потрібно змагатися у цьому колі
- NM = жодної успішної спроби

Трекові і шосейні дисципліни
Чоловіки
| Спортсмен | Дисципліна           | Попередній забіг | Попередній забіг | Чвертьфінал | Чвертьфінал | Півфінал        | Півфінал        | Фінал           | Фінал           |
| Спортсмен | Дисципліна           | Результат        | Місце            | Результат   | Місце       | Результат       | Місце           | Результат       | Місце           |
| --- | -------------------- | ---------------- | ---------------- | ----------- | ----------- | --------------- | --------------- | --------------- | --------------- |
| Вітор Уго Душ Сантуш                                                                                                | 100 м                | Bye              | Bye              | 10.36       | =5          | Завершив виступ | Завершив виступ | Завершив виступ | Завершив виступ |
| Жорже Відеш | 200 м                | 20.50            | 3                | Н/Д         | Н/Д         | Завершив виступ | Завершив виступ | Завершив виступ | Завершив виступ |
| Бруно де Баррос | 200 м                | 20.59            | 6                | Н/Д         | Н/Д         | Завершив виступ | Завершив виступ | Завершив виступ | Завершив виступ |
| Алдемір да Сілва Жуніор                                                                                             | 200 м                | 20.80            | 7                | Н/Д         | Н/Д         | Завершив виступ | Завершив виступ | Завершив виступ | Завершив виступ |
| Едерсон Естефані | 400 м                | 46.68            | 7                | Н/Д         | Н/Д         | Завершив виступ | Завершив виступ | Завершив виступ | Завершив виступ |
| Клеберсон Девід | 800 м                | 1:46.14          | 4 q              | Н/Д         | Н/Д         | 1:46.19         | 6               | Завершив виступ | Завершив виступ |
| Лутімар Паєс | 800 м                | 1:48.38          | 7                | Н/Д         | Н/Д         | Завершив виступ | Завершив виступ | Завершив виступ | Завершив виступ |
| Тьяго Андре | 1500 м               | 3:44.42          | 11               | Н/Д         | Н/Д         | Завершив виступ | Завершив виступ | Завершив виступ | Завершив виступ |
| Едер Антоніу Соуза                                                                                                  | 110 м з бар'єрами    | 13.61            | 4 Q              | Н/Д         | Н/Д         | DSQ             | DSQ             | Завершив виступ | Завершив виступ |
| Жуан Вітор де Олівейра                                                                                              | 110 м з бар'єрами    | 13.63            | 4 Q              | Н/Д         | Н/Д         | 13.85           | 9               | Завершив виступ | Завершив виступ |
| Махау Сугуїматі | 400 м з бар'єрами    | 49.77            | 3 Q              | Н/Д         | Н/Д         | 49.77           | 8               | Завершив виступ | Завершив виступ |
| Марсіо Телес | 400 м з бар'єрами    | 50.41            | 6                | Н/Д         | Н/Д         | Завершив виступ | Завершив виступ | Завершив виступ | Завершив виступ |
| Моасір Ціммерманн                                                                                                   | ходьба на 20 км      | Н/Д              | Н/Д              | Н/Д         | Н/Д         | Н/Д             | Н/Д             | 1:33:58         | 63              |
| Жозе Алессандро Багіо                                                                                               | ходьба на 20 км      | Н/Д              | Н/Д              | Н/Д         | Н/Д         | Н/Д             | Н/Д             | DNF             | DNF             |
| Кайо Бонфім | ходьба на 20 км      | Н/Д              | Н/Д              | Н/Д         | Н/Д         | Н/Д             | Н/Д             | 1:19:42 NR      | 4               |
| Кайо Бонфім | ходьба на 50 км      | Н/Д              | Н/Д              | Н/Д         | Н/Д         | Н/Д             | Н/Д             | 3:47:02 NR      | 9               |
| Маріо дос Сантос | ходьба на 50 км      | Н/Д              | Н/Д              | Н/Д         | Н/Д         | Н/Д             | Н/Д             | DNF             | DNF             |
| Джонатан Рікманн | ходьба на 50 км      | Н/Д              | Н/Д              | Н/Д         | Н/Д         | Н/Д             | Н/Д             | 4:01.52         | 29              |
| Алтобелі да Сілва                                                                                                   | 3000 м з перешкодами | 8:26.59          | 6 q              | Н/Д         | Н/Д         | Н/Д             | Н/Д             | 8:26.30         | 9               |
| Солоней да Сілва | Марафон              | Н/Д              | Н/Д              | Н/Д         | Н/Д         | Н/Д             | Н/Д             | 2:22:05         | 78              |
| Marílson dos Santos                                                                                                 | Марафон              | Н/Д              | Н/Д              | Н/Д         | Н/Д         | Н/Д             | Н/Д             | 2:19:09         | 59              |
| Пауло Роберто Паула                                                                                                 | Марафон              | Н/Д              | Н/Д              | Н/Д         | Н/Д         | Н/Д             | Н/Д             | 2:13:56         | 15              |
| Алдемір да Сілва Жуніор Вітор Уго Душ Сантуш Бруно де Баррос Ricardo Mário de Souza José Carlos Moreira Жорже Відеш | 4 × 100 m relay      | 38.19            | 5 q              | Н/Д         | Н/Д         | Н/Д             | Н/Д             | 38.41           | 6               |
| Лукаш Карвалью Педро Луїс де Олівейра Уго ді Соуза Пітерсон душ Сантуш Едерсон Естефані Алешандер Руссо             | 4 × 400 m relay      | 3:00.43          | 4 q              | Н/Д         | Н/Д         | Н/Д             | Н/Д             | 3:03.28         | 8               |

Жінки
| Спортсменка | Дисципліна           | Попередній забіг | Попередній забіг | Чвертьфінал | Чвертьфінал | Півфінал         | Півфінал         | Фінал            | Фінал            |
| Спортсменка | Дисципліна           | Результат        | Місце            | Результат   | Місце       | Результат        | Місце            | Результат        | Місце            |
| --- | -------------------- | ---------------- | ---------------- | ----------- | ----------- | ---------------- | ---------------- | ---------------- | ---------------- |
| Розангела Сантос                                                                                                   | 100 м                | Bye              | Bye              | 11.25       | 2 Q         | 11.23            | 5                | Завершила виступ | Завершила виступ |
| Франсіела Красуцкі                                                                                                 | 100 м                | Bye              | Bye              | 11.67       | 7           | Завершила виступ | Завершила виступ | Завершила виступ | Завершила виступ |
| Кауїза Венансіо | 200 м                | 23.06            | 3                | Н/Д         | Н/Д         | Завершила виступ | Завершила виступ | Завершила виступ | Завершила виступ |
| Віторія Крістіна Роса                                                                                              | 200 м                | 23.35            | 7                | Н/Д         | Н/Д         | Завершила виступ | Завершила виступ | Завершила виступ | Завершила виступ |
| Жейса Коутінью | 400 м                | 52.05            | 4                | Н/Д         | Н/Д         | Завершила виступ | Завершила виступ | Завершила виступ | Завершила виступ |
| Жайлма де Ліма | 400 м                | 52.65            | 6                | Н/Д         | Н/Д         | Завершила виступ | Завершила виступ | Завершила виступ | Завершила виступ |
| Флавія ді Ліма | 800 м                | 2:03.78          | 8                | Н/Д         | Н/Д         | Завершила виступ | Завершила виступ | Завершила виступ | Завершила виступ |
| Майла Мачадо | 100 м з бар'єрами    | 13.09            | 5                | Н/Д         | Н/Д         | Завершила виступ | Завершила виступ | Завершила виступ | Завершила виступ |
| Фабіана Мораес | 100 м з бар'єрами    | 13.22            | 5                | Н/Д         | Н/Д         | Завершила виступ | Завершила виступ | Завершила виступ | Завершила виступ |
| Жуліана Паула душ Сантуш                                                                                           | 3000 м з перешкодами | 9:45.95          | 15               | Н/Д         | Н/Д         | Н/Д              | Н/Д              | Завершила виступ | Завершила виступ |
| Татьєле Роберта де Карвальо                                                                                        | 10000 м              | Н/Д              | Н/Д              | Н/Д         | Н/Д         | Н/Д              | Н/Д              | 32:38.21         | 31               |
| Еріка де Сена | ходьба на 20 км      | Н/Д              | Н/Д              | Н/Д         | Н/Д         | Н/Д              | Н/Д              | 1:29:29          | 7                |
| Сісіане Лопеш | ходьба на 20 км      | Н/Д              | Н/Д              | Н/Д         | Н/Д         | Н/Д              | Н/Д              | 1:38:35          | 49               |
| Адріана Апаренсіда да Сілва                                                                                        | Марафон              | Н/Д              | Н/Д              | Н/Д         | Н/Д         | Н/Д              | Н/Д              | 2:43:22          | 69               |
| Марілі дос Сантос                                                                                                  | Марафон              | Н/Д              | Н/Д              | Н/Д         | Н/Д         | Н/Д              | Н/Д              | 2:45:08          | 78               |
| Грасіета Сантана                                                                                                   | Марафон              | Н/Д              | Н/Д              | Н/Д         | Н/Д         | Н/Д              | Н/Д              | 3:09:15          | 128              |
| Бруна Фаріас Франсіела Красуцкі Ана Клаудія Лемос Віторія Крістіна Роса Розангела Сантос Кауїза Венансіо           | 4 × 100 m relay      | DSQ              | DSQ              | Н/Д         | Н/Д         | Н/Д              | Н/Д              | Завершила виступ | Завершила виступ |
| Жейса Коутінью Tabata Vitorino de Carvalho Жайлма де Ліма Letícia de Souza Cristiane dos Santos Silva Жоелма Соуза | 4 × 400 m relay      | 3:30.27          | 8                | Н/Д         | Н/Д         | Н/Д              | Н/Д              | Завершила виступ | Завершила виступ |

Технічні дисципліни
Чоловіки
| Спортсмен               | Дисципліна         | Кваліфікація       | Кваліфікація | Фінал              | Фінал           |
| Спортсмен               | Дисципліна         | Результат у метрах | Місце        | Результат у метрах | Місце           |
| ----------------------- | ------------------ | ------------------ | ------------ | ------------------ | --------------- |
| Ігор Алвес              | стрибки в довжину  | 7.59               | 28           | Завершив виступ    | Завершив виступ |
| Тьягу Брас да Сілва     | стрибки з жердиною | 5.70               | 3 q          | 6.03 OR, SA        | 1               |
| Augusto de Oliveira     | стрибки з жердиною | 5.45               | 22           | Завершив виступ    | Завершив виступ |
| Таллес Фредеріку Сілва  | стрибки у висоту   | 2.17               | 35           | Завершив виступ    | Завершив виступ |
| Жуліо Сезар де Олівейра | метання списа      | 80.49              | 16           | Завершив виступ    | Завершив виступ |
| Вагнер Домінгос         | метання молота     | 74.17              | 9 q          | 72.28              | 12              |
| Дарлан Романі           | штовхання ядра     | 20.94 NR           | 3 Q          | 21.02 NR           | 5               |

Жінки
| Спортсменка        | Дисципліна         | Кваліфікація       | Кваліфікація | Фінал              | Фінал            |
| Спортсменка        | Дисципліна         | Результат у метрах | Місце        | Результат у метрах | Місце            |
| ------------------ | ------------------ | ------------------ | ------------ | ------------------ | ---------------- |
| Еліан Мартінс      | стрибки в довжину  | 6.33               | 23           | Завершила виступ   | Завершила виступ |
| Кейла Коста        | стрибки в довжину  | 5.86               | 38           | Завершила виступ   | Завершила виступ |
| Кейла Коста        | потрійний стрибок  | 13.78              | 24           | Завершила виступ   | Завершила виступ |
| Нубія Суареш       | потрійний стрибок  | 13.85              | 23           | Завершила виступ   | Завершила виступ |
| Фабіана Мурер      | стрибки з жердиною | НС                 | —            | Завершила виступ   | Завершила виступ |
| Жоана Коста        | стрибки з жердиною | 4.15               | =29          | Завершила виступ   | Завершила виступ |
| Жейза Арканжо      | штовхання ядра     | 18.27              | 7 q          | 18.16              | 9                |
| Андресса де Мораїс | метання диска      | 57.38              | 21           | Завершила виступ   | Завершила виступ |
| Фернанда Мартінс   | метання диска      | 51.85              | 31           | Завершила виступ   | Завершила виступ |

Комбіновані дисципліни – десятиборство (чоловіки)
| Спортсмен               | Дисципліна | 100 м | СД      | ШЯ    | СВ   | 400 м    | 110Б  | МД    | СЖ   | МС       | 1500 м  | Final   | Місце |
| ----------------------- | ---------- | ----- | ------- | ----- | ---- | -------- | ----- | ----- | ---- | -------- | ------- | ------- | ----- |
| Луїс Альберто де Араужо | Результат  | 10.77 | 7.48 PB | 15.26 | 1.92 | 48.14 PB | 14.17 | 45.10 | 4.90 | 57.28 PB | 4:31.46 | 8315 PB | 10    |
| Луїс Альберто де Араужо | Очки       | 912   | 930     | 806   | 731  | 902      | 953   | 769   | 880  | 697      | 735     | 8315 PB | 10    |

Комбіновані дисципліни – семиборство (жінки)
| Спортсмен       | Дисципліна | 100Б  | СВ   | ШЯ    | 200 m | LJ   | МС    | 800 m   | Final | Місце |
| --------------- | ---------- | ----- | ---- | ----- | ----- | ---- | ----- | ------- | ----- | ----- |
| Vanessa Spínola | Результат  | 14.24 | 1.68 | 13.06 | 24.11 | 6.10 | 45.05 | 2:14.20 | 6024  | 23    |
| Vanessa Spínola | Очки       | 945   | 830  | 731   | 970   | 880  | 764   | 904     | 6024  | 23    |

## Бадмінтон
| Спортсмен               | Дисципліна                  | Груповий етап                     | Груповий етап                  | Груповий етап | Вибування          | Чвертьфінал        | Півфінал           | Фінал / БМ         | Фінал / БМ       |
| Спортсмен               | Дисципліна                  | Суперник Результат                | Суперник Результат             | Місце         | Суперник Результат | Суперник Результат | Суперник Результат | Суперник Результат | Місце            |
| ----------------------- | --------------------------- | --------------------------------- | ------------------------------ | ------------- | ------------------ | ------------------ | ------------------ | ------------------ | ---------------- |
| Ігор Коелью де Олівейра | одиночний розряд (чоловіки) | Еванс (IRL) L (8–21, 21–19, 8–21) | Цвіблер (GER) L (12–21, 12–21) | 3             | Завершив виступ    | Завершив виступ    | Завершив виступ    | Завершив виступ    | Завершив виступ  |
| Лоайнне Вісенте         | одиночний розряд (жінки)    | Невал (IND) L (17–21, 17–21)      | Улітіна (UKR) L (13–21,13–21)  | 3             | Завершила виступ   | Завершила виступ   | Завершила виступ   | Завершила виступ   | Завершила виступ |

## Баскетбол

### Чоловічий турнір
Склад команди
Нижче наведено склад збірної Бразилії в турнірі з баскетболу на літніх Олімпійських іграх 2016.
Груповий етап
| Команда   | І | В | П | З   | П   | РМ  | О |
| --------- | - | - | - | --- | --- | --- | - |
| Хорватія  | 5 | 3 | 2 | 400 | 407 | -7  | 8 |
| Іспанія   | 5 | 3 | 2 | 432 | 357 | +75 | 8 |
| Литва     | 5 | 3 | 2 | 392 | 428 | -36 | 8 |
| Аргентина | 5 | 3 | 2 | 441 | 428 | +13 | 8 |
| Бразилія  | 5 | 2 | 3 | 411 | 407 | +4  | 7 |
| Нігерія   | 5 | 1 | 4 | 392 | 441 | −49 | 6 |

| 7 серпня 2016 14:15 | Протокол | Бразилія                                        | 76–82 | Литва                                               |  | Арена Каріока 1, Ріо-де-Жанейро Глядачів: 7990 |
| 7 серпня 2016 14:15 | Протокол | Рахунок за чвертями: 17-27, 12-31, 23-12, 24-12 |       |                                                     |  | Арена Каріока 1, Ріо-де-Жанейро Глядачів: 7990 |
| 7 серпня 2016 14:15 | Протокол | Очки: Барбоза 21 Підб.: Нене 8 РП: Уертас 3     |       | Очки: Калнієтіс 16 Підб.: Янкунас 7 РП: Калнієтіс 8 |  | Арена Каріока 1, Ріо-де-Жанейро Глядачів: 7990 |

| 9 серпня 2016 14:15 | Протокол | Іспанія                                               | 65–66 | Бразилія                                    |  | Арена Каріока 1, Ріо-де-Жанейро Глядачів: 10761 |
| 9 серпня 2016 14:15 | Протокол | Рахунок за чвертями: 13–18, 18–16, 14–19, 20–13       |       |                                             |  | Арена Каріока 1, Ріо-де-Жанейро Глядачів: 10761 |
| 9 серпня 2016 14:15 | Протокол | Очки: П. Газоль 13 Підб.: П. Газоль 10 РП: Родрігес 5 |       | Очки: Уертас 11 Підб.: Ліма 10 РП: Уертас 7 |  | Арена Каріока 1, Ріо-де-Жанейро Глядачів: 10761 |

| 11 серпня 2016 14:15 | Протокол | Бразилія                                        | 76–80 | Хорватія                                      |  | Арена Каріока 1, Ріо-де-Жанейро |
| 11 серпня 2016 14:15 | Протокол | Рахунок за чвертями: 17–19, 14–22, 19–18, 26–21 |       |                                               |  | Арена Каріока 1, Ріо-де-Жанейро |
| 11 серпня 2016 14:15 | Протокол | Очки: Барбоза 16 Підб.: Ліма 6 РП: Уертас 9     |       | Очки: Богданович 33 Підб.: Шарич 7 РП: Укич 4 |  | Арена Каріока 1, Ріо-де-Жанейро |

| 13 серпня 2016 14:15 | Протокол | Аргентина                                                        | 111–107 | Бразилія                                | OT | Арена Каріока 1, Ріо-де-Жанейро Глядачів: 11701 |
| 13 серпня 2016 14:15 | Протокол | Рахунок за чвертями: 28–19, 16–33, 23–20, 18–13 OT: 10–10, 16–12 |         |                                         | OT | Арена Каріока 1, Ріо-де-Жанейро Глядачів: 11701 |
| 13 серпня 2016 14:15 | Протокол | Очки: Носіоні 37 Підб.: Носіоні 11 РП: Кампаццо 11               |         | Очки: Нене 24 Підб.: Нене 10 РП: Нету 4 | OT | Арена Каріока 1, Ріо-де-Жанейро Глядачів: 11701 |

| 15 серпня 2016 14:15 | Протокол | Нігерія                                           | 69–86 | Бразилія                                  |  | Арена Каріока 1, Ріо-де-Жанейро Глядачів: 11173 |
| 15 серпня 2016 14:15 | Протокол | Рахунок за чвертями: 16–15, 15–27, 21–17, 17–27   |       |                                           |  | Арена Каріока 1, Ріо-де-Жанейро Глядачів: 11173 |
| 15 серпня 2016 14:15 | Протокол | Очки: Акогнон 16 Підб.: Аміну 7 РП: 4 гравці по 2 |       | Очки: Нене 19 Підб.: Нене 7 РП: Уертас 11 |  | Арена Каріока 1, Ріо-де-Жанейро Глядачів: 11173 |

### Жіночий турнір
Склад команди
Нижче наведено склад збірної Бразилії в турнірі з баскетболу на літніх Олімпійських іграх 2016.
Груповий етап
| Команда   | І | В | П | З   | П   | РМ  | О  |
| --------- | - | - | - | --- | --- | --- | -- |
| Австралія | 5 | 5 | 0 | 400 | 345 | +55 | 10 |
| Франція   | 5 | 3 | 2 | 344 | 343 | +1  | 8  |
| Туреччина | 5 | 3 | 2 | 324 | 325 | -1  | 8  |
| Японія    | 5 | 3 | 2 | 386 | 378 | +8  | 8  |
| Білорусь  | 5 | 1 | 4 | 347 | 361 | -14 | 6  |
| Бразилія  | 5 | 0 | 5 | 335 | 384 | -49 | 5  |

| 6 серпня 2016 17:30 | Протокол | Бразилія                                                | 66–84 | Австралія                                        |  | Молодіжна арена Глядачів: 2368 |
| 6 серпня 2016 17:30 | Протокол | Рахунок за чвертями: 24–14, 15–21, 14–22, 13–27         |       |                                                  |  | Молодіжна арена Глядачів: 2368 |
| 6 серпня 2016 17:30 | Протокол | Очки: Кастро Маркеш 25 Підб.: дус Сантус 13 РП: Пінту 7 |       | Очки: Кембідж 20 Підб.: Кембідж 14 РП: Мітчелл 6 |  | Молодіжна арена Глядачів: 2368 |

| 8 серпня 2016 17:30 | Протокол | Японія                                            | 82–66 | Бразилія                                                |  | Молодіжна арена Глядачів: 2624 |
| 8 серпня 2016 17:30 | Протокол | Рахунок за чвертями: 19-20, 28-13, 26-19, 9-14    |       |                                                         |  | Молодіжна арена Глядачів: 2624 |
| 8 серпня 2016 17:30 | Протокол | Очки: Токашикі 23 Підб.: Токашикі 9 РП: Йосіда 11 |       | Очки: Кастро Маркеш 20 Підб.: дус Сантус 16 РП: Пінту 6 |  | Молодіжна арена Глядачів: 2624 |

| 9 серпня 2016 15:30 | Протокол | Бразилія                                         | 63–65 | Білорусь                                                    |  | Молодіжна арена Глядачів: 2075 |
| 9 серпня 2016 15:30 | Протокол | Рахунок за чвертями: 28–16, 12–19, 10–15, 13–15  |       |                                                             |  | Молодіжна арена Глядачів: 2075 |
| 9 серпня 2016 15:30 | Протокол | Очки: Дантас 23 Підб.: дус Сантус 11 РП: Пінту 4 |       | Очки: Троіна 18 Підб.: Левченко, Веремеєнко 6 РП: Гардінг 6 |  | Молодіжна арена Глядачів: 2075 |

| 11 серпня 2016 15:30 | Протокол | Франція                                        | 74–64 | Бразилія                                               |  | Молодіжна арена Глядачів: 3128 |
| 11 серпня 2016 15:30 | Протокол | Рахунок за чвертями: 20–20, 15–9, 22–19, 17–16 |       |                                                        |  | Молодіжна арена Глядачів: 3128 |
| 11 серпня 2016 15:30 | Протокол | Очки: Скрела 18 Підб.: Груда 10 РП: Епупа 7    |       | Очки: Дантас 21 Підб.: дус Сантус 10 РП: 3 гравця по 5 |  | Молодіжна арена Глядачів: 3128 |

| 13 серпня 2016 15:30 | Протокол | Туреччина                                                     | 79–76 | Бразилія                                                        | OT | Молодіжна арена Глядачів: 3075 |
| 13 серпня 2016 15:30 | Протокол | Рахунок за чвертями: 8–15, 12–21, 21–11, 19–13 OT: 10–10, 9–6 |       |                                                                 | OT | Молодіжна арена Глядачів: 3075 |
| 13 серпня 2016 15:30 | Протокол | Очки: Сендерс 23 Підб.: Сендерс 10 РП: Олбен 5                |       | Очки: Кастро Маркеш 22 Підб.: дус Сантус 12 РП: Кастро Маркеш 8 | OT | Молодіжна арена Глядачів: 3075 |

## Бокс
Чоловіки
| Спортсмен            | Категорія | 1/16 фіналу          | 1/8 фіналу            | Чвертьфінали          | Півфінали            | Фінал              | Фінал           |
| Спортсмен            | Категорія | Суперник Результат   | Суперник Результат    | Суперник Результат    | Суперник Результат   | Суперник Результат | Місце           |
| -------------------- | --------- | -------------------- | --------------------- | --------------------- | -------------------- | ------------------ | --------------- |
| Патрік Лоуренсо      | до 49 кг  | Мартінес (COL) L 0–3 | Завершив виступ       | Завершив виступ       | Завершив виступ      | Завершив виступ    | Завершив виступ |
| Джуліан Енрікес Neto | до 52 кг  | Vargas (USA) L 0–2   | Завершив виступ       | Завершив виступ       | Завершив виступ      | Завершив виступ    | Завершив виступ |
| Робенілсон де Хесус  | до 56 кг  | Хаммаші (ALG) W 2–1  | Стівенсон (USA) L 0–3 | Завершив виступ       | Завершив виступ      | Завершив виступ    | Завершив виступ |
| Робсон Консейсао     | до 60 кг  | Bye                  | Юнусов (TJK) W TKO    | Тоджибаєв (UZB) W 3–0 | Альварес (CUB) W 3–0 | Уміа (FRA) W 3–0   | 1               |
| Джоедісон Тейшейра   | до 64 кг  | Шаді (ALG) W 2–1     | Гозгеч (TUR) L 0–3    | Завершив виступ       | Завершив виступ      | Завершив виступ    | Завершив виступ |
| Мішел Борхес         | до 81 кг  | N'Jikam (CMR) W 3–0  | Сеп (CRO) W 3–0       | La Cruz (CUB) L 0–3   | Завершив виступ      | Завершив виступ    | Завершив виступ |
| Жуан Ногейра         | до 91 кг  | Вотлі (AUS) W 3–0    | Тищенко (RUS) L 0–3   | Завершив виступ       | Завершив виступ      | Завершив виступ    | Завершив виступ |

Жінки
| Спортсменка     | Категорія | 1/8 фіналу           | Чвертьфінали        | Півфінали           | Фінал               | Фінал            |
| Спортсменка     | Категорія | Суперниця Результат  | Суперниця Результат | Суперниця Результат | Суперниця Результат | Місце            |
| --------------- | --------- | -------------------- | ------------------- | ------------------- | ------------------- | ---------------- |
| Адріана Араужо  | до 60 кг  | Потконен (FIN) L 1–2 | Завершила виступ    | Завершила виступ    | Завершила виступ    | Завершила виступ |
| Андрея Бандейра | до 75 кг  | Білон (PAN) W 2–1    | Li Q (CHN) L 0–3    | Завершила виступ    | Завершила виступ    | Завершила виступ |

## Веслування на байдарках і каное

### Слалом
| Спортсмен                       | Дисципліна     | Попередній раунд | Попередній раунд | Попередній раунд | Попередній раунд | Попередній раунд | Попередній раунд | Півфінал         | Півфінал         | Фінал            | Фінал            |
| Спортсмен                       | Дисципліна     | Заплив 1         | Місце            | Заплив 2         | Місце            | Кращий           | Місце            | Час              | Місце            | Час              | Місце            |
| ------------------------------- | -------------- | ---------------- | ---------------- | ---------------- | ---------------- | ---------------- | ---------------- | ---------------- | ---------------- | ---------------- | ---------------- |
| Феліпе да Сілва                 | чоловіки К-1   | 122.30           | 19               | 105.14           | 14               | 105.14           | 16               | Завершив виступ  | Завершив виступ  | Завершив виступ  | Завершив виступ  |
| Шарлес Корреа Андерсон Олівейра | Чоловіки's C-2 | 107.71           | 7                | 106.14           | 4                | 106.14           | 7 Q              | 116.49           | 11               | Завершив виступ  | Завершив виступ  |
| Pedro da Silva                  | чоловіки Б-1   | 88.48            | 2                | 90.61            | 7                | 88.48            | 5 Q              | 95.68            | 10 Q             | 91.54            | 6                |
| Ана Сатіла                      | жінки Б-1      | 110.80           | 12               | 149.12           | 17               | 110.80           | 17               | Завершила виступ | Завершила виступ | Завершила виступ | Завершила виступ |

### Спринт
Чоловіки
| Спортсмен                                                | Дисципліна | Заїзди   | Заїзди | Півфінали       | Півфінали       | Фінал           | Фінал           |
| Спортсмен                                                | Дисципліна | Час      | Місце  | Час             | Місце           | Час             | Місце           |
| -------------------------------------------------------- | ---------- | -------- | ------ | --------------- | --------------- | --------------- | --------------- |
| Ісакіас Кейрос                                           | К-1 200 м  | 40.522   | 2 Q    | 39.659          | 1 FA            | 39.628          | 3               |
| Ісакіас Кейрос                                           | К-1 1000 м | 3:59.615 | 1 FA   | Bye             | Bye             | 3:58.529        | 2               |
| Едсон Сілва                                              | Б-1 200 м  | 35.665   | 7      | Завершив виступ | Завершив виступ | Завершив виступ | Завершив виступ |
| Ісакіас Кейрос Ерлон Сілва                               | К-2 1000 м | 3:33.269 | 1 FA   | Bye             | Bye             | 3:44.819        | 2               |
| Gilvan Ribeiro Едсон Сілва                               | Б-2 200 м  | 33.021   | 5 Q    | 33.359          | 4 FB            | 33.992          | 10              |
| Роберто Мелер Селсо Олівейра Gilvan Ribeiro Vagner Souta | Б-4 1000 м | 3:04.804 | 6 Q    | 3:09.220        | 6 FB            | 3:13.337        | 13              |

Жінки
| Спортсменка      | Дисципліна | Заїзди   | Заїзди | Півфінали        | Півфінали        | Фінал            | Фінал            |
| Спортсменка      | Дисципліна | Час      | Місце  | Час              | Місце            | Час              | Місце            |
| ---------------- | ---------- | -------- | ------ | ---------------- | ---------------- | ---------------- | ---------------- |
| Ана Паула Вергуц | Б-1 200 м  | 44.239   | 6 Q    | 44.362           | 8                | Завершила виступ | Завершила виступ |
| Ана Паула Вергуц | Б-1 500 м  | 2:00.680 | 6      | Завершила виступ | Завершила виступ | Завершила виступ | Завершила виступ |

Пояснення до кваліфікації: FA = Qualify to medal final; FB = Qualify to non-medal final

## Велоспорт

### Шосе
| Спортсмен           | Дисципліна                       | Час          | Місце        |
| ------------------- | -------------------------------- | ------------ | ------------ |
| Мурілу Фішер        | Групова шосейна гонка (чоловіки) | OTL          | OTL          |
| Клебер Рамос        | Групова шосейна гонка (чоловіки) | Не фінішував | Не фінішував |
| Клемільда Фернандес | групова шосейна гонка (жінки)    | OTL          | OTL          |
| Флавія Олівейра     | групова шосейна гонка (жінки)    | 3:51:47      | 7            |

### Трек
Омніум
| Спортсмен        | Дисципліна        | Скретч | Скретч | Індивідуальна гонка переслідування | Індивідуальна гонка переслідування | Індивідуальна гонка переслідування | Гонка на вибування | Гонка на вибування | Гіт з місця на 1 км | Гіт з місця на 1 км | Гіт з місця на 1 км | Гіт з ходу на 250 м | Гіт з ходу на 250 м | Гіт з ходу на 250 м | Гонка за очками | Гонка за очками | Загалом очок | Місце |
| Спортсмен        | Дисципліна        | Місце  | Очки   | Час                                | Місце                              | Очки                               | Місце              | Очки               | Час                 | Місце               | Очки                | Час                 | Місце               | Очки                | Очки            | Місце           | Загалом очок | Місце |
| ---------------- | ----------------- | ------ | ------ | ---------------------------------- | ---------------------------------- | ---------------------------------- | ------------------ | ------------------ | ------------------- | ------------------- | ------------------- | ------------------- | ------------------- | ------------------- | --------------- | --------------- | ------------ | ----- |
| Гідеоні Монтейро | омніум (чоловіки) | 14     | 14     | 4:25.808                           | 9                                  | 24                                 | 6                  | 30                 | 1:05.505            | 16                  | 10                  | 13.569              | 15                  | 12                  | 4               | 9               | 94           | 13    |

### Маунтінбайк
| Спортсмен           | Дисципліна             | Час     | Місце |
| ------------------- | ---------------------- | ------- | ----- |
| Енріке Аванчіні     | маунтінбайк (чоловіки) | 1:41:18 | 23    |
| Рубенс Донізете     | маунтінбайк (чоловіки) | 1:44:01 | 30    |
| Раіза Гоулоу Енріке | маунтінбайк (жінки)    | 1:39:21 | 20    |

### BMX
| Спортсмен          | Дисципліна     | Кваліфікація | Кваліфікація | Чвертьфінал | Чвертьфінал | Півфінал        | Півфінал        | Фінал            | Фінал            |
| Спортсмен          | Дисципліна     | Результат    | Місце        | Очки        | Місце       | Очки            | Місце           | Результат        | Місце            |
| ------------------ | -------------- | ------------ | ------------ | ----------- | ----------- | --------------- | --------------- | ---------------- | ---------------- |
| Ренато Резенде     | BMX (чоловіки) | 35.404       | 16           | 19          | 7           | Завершив виступ | Завершив виступ | Завершив виступ  | Завершив виступ  |
| Прісцилла Карнавал | BMX (жінки)    | 37.534       | 15           | Н/Д         | Н/Д         | 22              | 8               | Завершила виступ | Завершила виступ |

## Стрибки у воду
Чоловіки
| Спортсмен                    | Дисципліна                   | Попередні змагання | Попередні змагання | Півфінали | Півфінали | Фінал           | Фінал           |
| Спортсмен                    | Дисципліна                   | Очки               | Місце              | Очки      | Місце     | Очки            | Місце           |
| ---------------------------- | ---------------------------- | ------------------ | ------------------ | --------- | --------- | --------------- | --------------- |
| Сезар Кастро                 | трамплін, 3 метри            | 398.85             | 14 Q               | 442.45    | 6 Q       | 436.00          | 9               |
| Хьюго Парізі                 | вишка, 10 метрів             | 422.45             | 13 Q               | 417.15    | 16        | Завершив виступ | Завершив виступ |
| Ян Матос Луїс Феліпе Отерело | Синхронний трамплін, 3 метри | Н/Д                | Н/Д                | Н/Д       | Н/Д       | 332.61          | 8               |
| Хьюго Парізі Жаксон Олівейра | Синхронна вишка, 10 метрів   | Н/Д                | Н/Д                | Н/Д       | Н/Д       | 368.52          | 8               |

Жінки
| Спортсменка                        | Дисципліна                   | Попередні змагання | Попередні змагання | Півфінали        | Півфінали        | Фінал            | Фінал            |
| Спортсменка                        | Дисципліна                   | Очки               | Місце              | Очки             | Місце            | Очки             | Місце            |
| ---------------------------------- | ---------------------------- | ------------------ | ------------------ | ---------------- | ---------------- | ---------------- | ---------------- |
| Жуліана Велозу                     | трамплін, 3 метри            | 240.90             | 27                 | Завершила виступ | Завершила виступ | Завершила виступ | Завершила виступ |
| Інгрід де Олівейра                 | вишка, 10 метрів             | 281.90             | 22                 | Завершила виступ | Завершила виступ | Завершила виступ | Завершила виступ |
| Таммі Такагі Жуліана Велозу        | Синхронний трамплін, 3 метри | Н/Д                | Н/Д                | Н/Д              | Н/Д              | 258.75           | 8                |
| Інгрід де Олівейра Жованна Педрозо | Синхронна вишка, 10 метрів   | Н/Д                | Н/Д                | Н/Д              | Н/Д              | 280.98           | 8                |

## Кінний спорт

### Виїздка
| Спортсмен                                                                 | Кінь             | Дисципліна    | Grand Prix | Grand Prix | Grand Prix Special | Grand Prix Special | Grand Prix Freestyle | Grand Prix Freestyle | Загалом         | Загалом         |
| Спортсмен                                                                 | Кінь             | Дисципліна    | Результат  | Місце      | Результат          | Місце              | За техніку           | За артистизм         | Результат       | Місце           |
| ------------------------------------------------------------------------- | ---------------- | ------------- | ---------- | ---------- | ------------------ | ------------------ | -------------------- | -------------------- | --------------- | --------------- |
| Луїза де Алмейда                                                          | Vendaval         | Індивідуальні | 66.914     | 49         | Завершив виступ    | Завершив виступ    | Завершив виступ      | Завершив виступ      | Завершив виступ | Завершив виступ |
| Педру де Алмейда                                                          | Xaparro do Vouga | Індивідуальні | 65.714     | 53         | Завершив виступ    | Завершив виступ    | Завершив виступ      | Завершив виступ      | Завершив виступ | Завершив виступ |
| Жуан Віктор Маркарі Оліва                                                 | Xamã dos Pinhais | Індивідуальні | 68.071     | 46         | Завершив виступ    | Завершив виступ    | Завершив виступ      | Завершив виступ      | Завершив виступ | Завершив виступ |
| Giovanna Pass                                                             | Zingaro de Lyw   | Індивідуальні | 67.700     | 47         | Завершив виступ    | Завершив виступ    | Завершив виступ      | Завершив виступ      | Завершив виступ | Завершив виступ |
| Луїза де Алмейда Педру де Алмейда Жуан Віктор Маркарі Оліва Giovanna Pass | Див. вище        | Команда       | 67.562     | 10         | Завершив виступ    | Завершив виступ    | Н/Д                  | Н/Д                  | 67.562          | 10              |

### Триборство
| Спортсмен                                         | Кінь                | Дисципліна    | Виїздка      | Виїздка | Крос         | Крос     | Крос  | Конкур       | Конкур       | Конкур       | Конкур          | Конкур          | Конкур          | Загалом         | Загалом         |
| Спортсмен                                         | Кінь                | Дисципліна    | Виїздка      | Виїздка | Крос         | Крос     | Крос  | Кваліфікація | Кваліфікація | Кваліфікація | Фінал           | Фінал           | Фінал           | Загалом         | Загалом         |
| Спортсмен                                         | Кінь                | Дисципліна    | Штрафні очки | Місце   | Штрафні очки | Загалом  | Місце | Штрафні очки | Загалом      | Місце        | Штрафні очки    | Загалом         | Місце           | Штрафні очки    | Місце           |
| ------------------------------------------------- | ------------------- | ------------- | ------------ | ------- | ------------ | -------- | ----- | ------------ | ------------ | ------------ | --------------- | --------------- | --------------- | --------------- | --------------- |
| Марсіу Аппел                                      | Iberon Jmen         | Індивідуальні | 57.20 #      | 59      | 64.40        | 121.60   | 39    | 16.00        | 137.60       | 39           | Завершив виступ | Завершив виступ | Завершив виступ | 137.60          | 39              |
| Руй Фонсека                                       | Tom Bombadill Too   | Індивідуальні | 46.80        | 26      | 112.00 #     | 158.80 # | 47    | Eliminated   | Eliminated   | Eliminated   | Завершив виступ | Завершив виступ | Завершив виступ | Завершив виступ | Завершив виступ |
| Марсіо Хорхе                                      | Lissy Mac Wayer     | Індивідуальні | 50.00        | 44      | 20.00        | 70.00    | 24    | 10.00        | 80.00        | 22           | 8.00            | 88.00           | 25              | 88.00           | 25              |
| Карлос Пару                                       | Summon Up The Blood | Індивідуальні | 47.30        | 33      | 4.00         | 51.30    | 7     | 12.00        | 63.30        | 12           | 12.00           | 75.30           | 18              | 75.30           | 18              |
| Марсіу Аппел Руй Фонсека Марсіо Хорхе Карлос Пару | Див. вище           | Команда       | 144.10       | 9       | 88.40        | 242.90   | 6     | 38.00        | 280.90       | 7            | Н/Д             | Н/Д             | Н/Д             | 280.90          | 7               |

"#" позначає, що очки цього вершника не входять до заліку командного змагання, оскільки зараховуються лише результати трьох найкращих вершників.

### Конкур
| Спортсмен                                                         | Кінь                  | Дисципліна    | Кваліфікація | Кваліфікація | Кваліфікація | Кваліфікація | Кваліфікація | Кваліфікація    | Кваліфікація    | Кваліфікація    | Фінал           | Фінал           | Фінал           | Фінал           | Фінал           | Загалом         | Загалом         |
| Спортсмен                                                         | Кінь                  | Дисципліна    | Раунд 1      | Раунд 1      | Раунд 2      | Раунд 2      | Раунд 2      | Раунд 3         | Раунд 3         | Раунд 3         | Фінал A         | Фінал A         | Фінал B         | Фінал B         | Фінал B         | Загалом         | Загалом         |
| Спортсмен                                                         | Кінь                  | Дисципліна    | Штрафні очки | Місце        | Штрафні очки | Загалом      | Місце        | Штрафні очки    | Загалом         | Місце           | Штрафні очки    | Місце           | Штрафні очки    | Загалом         | Місце           | Штрафні очки    | Місце           |
| ----------------------------------------------------------------- | --------------------- | ------------- | ------------ | ------------ | ------------ | ------------ | ------------ | --------------- | --------------- | --------------- | --------------- | --------------- | --------------- | --------------- | --------------- | --------------- | --------------- |
| Стефан Барча                                                      | Landpeter do Feroleto | Індивідуальні | 0            | =1 Q         | DSQ          | DSQ          | DSQ          | Завершив виступ | Завершив виступ | Завершив виступ | Завершив виступ | Завершив виступ | Завершив виступ | Завершив виступ | Завершив виступ | Завершив виступ | Завершив виступ |
| Альваро де Міранда Нето                                           | Cornetto K            | Індивідуальні | 0            | =1 Q         | 0            | 0            | =1 Q         | 4               | 4               | =7 Q            | 4               | =16 Q           | 0               | 4               | =9              | 4               | =9              |
| Едуардо Менезеш                                                   | Quintol               | Індивідуальні | 4 #          | =27 Q        | 0            | 4            | =15 Q        | 4               | 8               | =18 Q           | 8               | =28             | Завершив виступ | Завершив виступ | Завершив виступ | Завершив виступ | Завершив виступ |
| Педро Венісс                                                      | Quabri de L'Isle      | Індивідуальні | 0            | =1 Q         | 0            | 0            | =1 Q         | 5               | 5               | =13 Q           | 4               | =16 Q           | 1               | 5               | =16             | 5               | =16             |
| Стефан Барча Альваро де Міранда Нето Едуардо Менезеш Педро Венісс | Див. вище             | Команда       | 0            | =1           | 0            | Н/Д          | =1 Q         | 13              | 13              | 5               | Н/Д             | Н/Д             | Н/Д             | Н/Д             | Н/Д             | 13              | 5               |

"#" позначає, що очки цього вершника не входять до заліку командного змагання, оскільки зараховуються лише результати трьох найкращих вершників.

## Фехтування
Чоловіки
| Спортсмен                                         | Дисципліна           | 1/32 фіналу            | 1/16 фіналу          | 1/8 фіналу               | Чвертьфінал          | Півфінал                          | Фінал / БМ                     | Фінал / БМ      |
| Спортсмен                                         | Дисципліна           | Суперник Результат     | Суперник Результат   | Суперник Результат       | Суперник Результат   | Суперник Результат                | Суперник Результат             | Місце           |
| ------------------------------------------------- | -------------------- | ---------------------- | -------------------- | ------------------------ | -------------------- | --------------------------------- | ------------------------------ | --------------- |
| Ніколас Феррейра                                  | Індивідуальна шпага  | F Limardo (VEN) L 7–15 | Завершив виступ      | Завершив виступ          | Завершив виступ      | Завершив виступ                   | Завершив виступ                | Завершив виступ |
| Гільєрме Малараньйо                               | Індивідуальна шпага  | Jiao Yl (CHN) L 13–15  | Завершив виступ      | Завершив виступ          | Завершив виступ      | Завершив виступ                   | Завершив виступ                | Завершив виступ |
| Атос Швантес                                      | Індивідуальна шпага  | Беран (CZE) W 8–6      | Грум'є (FRA) L 7–15  | Завершив виступ          | Завершив виступ      | Завершив виступ                   | Завершив виступ                | Завершив виступ |
| Ніколас Феррейра Гільєрме Малараньйо Атос Швантес | Командна шпага       | Н/Д                    | Н/Д                  | Венесуела (VEN) L 25–45  | Завершив виступ      | Завершив виступ                   | Завершив виступ                | 9               |
| Енріке Маркес                                     | Індивідуальна рапіра | Essam (EGY) L 8–15     | Завершив виступ      | Завершив виступ          | Завершив виступ      | Завершив виступ                   | Завершив виступ                | Завершив виступ |
| Гіслен Перріє                                     | Індивідуальна рапіра | Bye                    | Ма Цз (CHN) L 14–15  | Завершив виступ          | Завершив виступ      | Завершив виступ                   | Завершив виступ                | Завершив виступ |
| Гільєрме Тольдо                                   | Індивідуальна рапіра | Пранц (AUT) W 15–14    | Ота (JPN) W 15–13    | Cheung K L (HKG) W 15–10 | Гароццо (ITA) L 8–15 | Завершив виступ                   | Завершив виступ                | Завершив виступ |
| Енріке Маркес Гіслен Перріє Гільєрме Тольдо       | Командна рапіра      | Н/Д                    | Н/Д                  | Н/Д                      | Італія (ITA) L 27–45 | Placement 5–8 Китай (CHN) L 41–43 | 7th place Єгипет (EGY) L 39–45 | 8               |
| Ренцо Агреста                                     | Шабля                | Н/Д                    | Базадзе (GEO) L 3–15 | Завершив виступ          | Завершив виступ      | Завершив виступ                   | Завершив виступ                | Завершив виступ |

Жінки
| Спортсменка                                                    | Дисципліна           | 1/32 фіналу              | 1/16 фіналу              | 1/8 фіналу               | Чвертьфінал         | Півфінал            | Фінал / БМ          | Фінал / БМ       |
| Спортсменка                                                    | Дисципліна           | Суперниця Результат      | Суперниця Результат      | Суперниця Результат      | Суперниця Результат | Суперниця Результат | Суперниця Результат | Місце            |
| -------------------------------------------------------------- | -------------------- | ------------------------ | ------------------------ | ------------------------ | ------------------- | ------------------- | ------------------- | ---------------- |
| Райсса Коста                                                   | Індивідуальна шпага  | Геруде (SUI) W 15–13     | Бесбес (TUN) L 8–15      | Завершила виступ         | Завершила виступ    | Завершила виступ    | Завершила виступ    | Завершила виступ |
| Наталі Моельхаузен                                             | Індивідуальна шпага  | Bye                      | Герлі (USA) W 15–12      | Кандассамі (FRA) W 15–12 | Рембі (FRA) L 12–15 | Завершила виступ    | Завершила виступ    | Завершила виступ |
| Amanda Simeão                                                  | Індивідуальна шпага  | Кандассамі (FRA) L 6–15  | Завершила виступ         | Завершила виступ         | Завершила виступ    | Завершила виступ    | Завершила виступ    | Завершила виступ |
| Райсса Коста Наталі Моельхаузен Amanda Simeão Katherine Miller | Командна шпага       | Н/Д                      | Н/Д                      | Україна (UKR) L 32–45    | Завершила виступ    | Завершила виступ    | Завершила виступ    | 9                |
| Біа Булькао                                                    | Індивідуальна рапіра | Калугеряну (ROU) W 15–12 | Дериглазова (RUS) L 6–15 | Завершила виступ         | Завершила виступ    | Завершила виступ    | Завершила виступ    | Завершила виступ |
| Таіс Рошель                                                    | Індивідуальна рапіра | Аль-Омаїр (KSA) W 15–0   | Шанаєва (RUS) L 13–15    | Завершила виступ         | Завершила виступ    | Завершила виступ    | Завершила виступ    | Завершила виступ |
| Марта Баеза                                                    | Шабля                | Йозвяк (POL) L 2–4       | Завершила виступ         | Завершила виступ         | Завершила виступ    | Завершила виступ    | Завершила виступ    | Завершила виступ |

## Хокей на траві
Підсумок

Легенда:
- FT – Після основного часу.
- P – Долю матчу вирішило пробиття пенальті.

| Команда      | Дисципліна       | Груповий етап      | Груповий етап      | Груповий етап         | Груповий етап       | Груповий етап      | Груповий етап | Чвертьфінал        | Півфінал           | Фінал / БМ         | Фінал / БМ |
| Команда      | Дисципліна       | Суперник Результат | Суперник Результат | Суперник Результат    | Суперник Результат  | Суперник Результат | Місце         | Суперник Результат | Суперник Результат | Суперник Результат | Місце      |
| ------------ | ---------------- | ------------------ | ------------------ | --------------------- | ------------------- | ------------------ | ------------- | ------------------ | ------------------ | ------------------ | ---------- |
| Brazil men's | чоловічий турнір | Іспанія L 0–7      | Бельгія L 0–12     | Велика Британія L 1–9 | Нова Зеландія L 0–9 | Австралія L 0–9    | 6             | Завершив виступ    | Завершив виступ    | Завершив виступ    | 12         |

### Чоловічий турнір
Склад команди
Шаблон:Склад чоловічої збірної Бразилії з хокею на траві на літніх Олімпійських іграх 2016
Груповий етап
Шаблон:Підсумкова таблиця в групі A чоловічого турніру з хокею на траві на літніх Олімпійських іграх 2016
Шаблон:Чоловічий турнір з хокею на траві на літніх Олімпійських іграх 2016, гра A3
Шаблон:Чоловічий турнір з хокею на траві на літніх Олімпійських іграх 2016, гра A5
Шаблон:Чоловічий турнір з хокею на траві на літніх Олімпійських іграх 2016, гра A8
Шаблон:Чоловічий турнір з хокею на траві на літніх Олімпійських іграх 2016, гра A10
Шаблон:Чоловічий турнір з хокею на траві на літніх Олімпійських іграх 2016, гра A15

## Футбол

### Summary
Легенда:
- A.E.T – Після додаткового часу.
- P – долю матчу вирішила серія післяматчевих пенальті.

| Команда        | Дисципліна       | Груповий етап      | Груповий етап      | Груповий етап      | Груповий етап | Чвертьфінал             | Півфінал             | Фінал / БМ              | Фінал / БМ |
| Команда        | Дисципліна       | Суперник Результат | Суперник Результат | Суперник Результат | Місце         | Суперник Результат      | Суперник Результат   | Суперник Результат      | Місце      |
| -------------- | ---------------- | ------------------ | ------------------ | ------------------ | ------------- | ----------------------- | -------------------- | ----------------------- | ---------- |
| Brazil men's   | чоловічий турнір | ПАР D 0–0          | Ірак D 0–0         | Данія W 4–0        | 1             | Колумбія W 2–0          | Гондурас W 6–0       | Німеччина W 5–4P 1–1 дч | 1          |
| Brazil women's | жіночий турнір   | КНР W 3–0          | Швеція W 5–1       | ПАР D 0–0          | 1             | Австралія W 7–6P 0–0 дч | Швеція L 3–4P 0–0 дч | Канада L 1–2            | 4          |

### Чоловічий турнір
Склад команди
Шаблон:2016 Summer Olympics Brazil men's football team roster
Груповий етап
Футбол на літніх Олімпійських іграх 2016 — чоловічий турнір – Group A
Шаблон:Чоловічий турнір з футболу на літніх Олімпійських іграх 2016, гра A2
Шаблон:Чоловічий турнір з футболу на літніх Олімпійських іграх 2016, гра A4
Шаблон:Чоловічий турнір з футболу на літніх Олімпійських іграх 2016, гра A5
Чвертьфінал
Шаблон:Чоловічий турнір з футболу на літніх Олімпійських іграх 2016, гра E4
Півфінал
Шаблон:Чоловічий турнір з футболу на літніх Олімпійських іграх 2016, гра F1
Гонка за золоту медаль
Шаблон:Чоловічий турнір з футболу на літніх Олімпійських іграх 2016, гра G2

### Жіночий турнір
Склад команди
Шаблон:Склад жіночої збірної Бразилії з футболу на літніх Олімпійських іграх 2016
Груповий етап
Футбол на літніх Олімпійських іграх 2016 — жіночий турнір – Group E
Шаблон:Жіночий турнір з футболу на літніх Олімпійських іграх 2016, гра E2
Шаблон:Жіночий турнір з футболу на літніх Олімпійських іграх 2016, гра E4
Шаблон:Жіночий турнір з футболу на літніх Олімпійських іграх 2016, гра E5
Чвертьфінал
Шаблон:Жіночий турнір з футболу на літніх Олімпійських іграх 2016, гра H4
Півфінал
Шаблон:Жіночий турнір з футболу на літніх Олімпійських іграх 2016, гра I1
Матч за бронзову медаль
Шаблон:Жіночий турнір з футболу на літніх Олімпійських іграх 2016, гра J1

## Гольф
| Спортсмен         | Дисципліна | Раунд 1 | Раунд 2 | Раунд 3 | Раунд 4 | Загалом | Пар | Місце |
| ----------------- | ---------- | ------- | ------- | ------- | ------- | ------- | --- | ----- |
| Аділсон да Сілва  | чоловіки   | 72      | 71      | 73      | 69      | 285     | +1  | =39   |
| Вікторія Ловеладі | жінки      | 79      | 75      | 76      | 70      | 300     | +16 | =53   |
| Міріам Нагль      | жінки      | 79      | 77      | 72      | 70      | 298     | +14 | 52    |

## Гімнастика

### Спортивна гімнастика
Чоловіки
Командна першість
| Спортсмен     | Дисципліна | Кваліфікація             | Кваліфікація | Кваліфікація | Кваліфікація | Кваліфікація | Кваліфікація | Кваліфікація | Кваліфікація | Фінал  | Фінал    | Фінал  | Фінал  | Фінал  | Фінал  | Фінал   | Фінал |        |     |        |        |     |     |
| Спортсмен     | Дисципліна | Вправа                   | Вправа       | Вправа       | Вправа       | Вправа       | Вправа       | Загалом      | Місце        | Вправа | Вправа   | Вправа | Вправа | Вправа | Вправа | Загалом | Місце |        |     |        |        |     |     |
| ------------- | ---------- | ------------------------ | ------------ | ------------ | ------------ | ------------ | ------------ | ------------ | ------------ | ------ | -------- | ------ | ------ | ------ | ------ | ------- | ----- | ------ | --- | ------ | ------ | --- | --- |
| Спортсмен     | Дисципліна | Франсіску Баррету Жуніор | Команда      | 13.433       | 14.533       | 14.200       | 14.200       | Загалом      | Місце        | 14.900 | 15.266 Q | 86.532 | 18*    | Н/Д    | 14.400 | Загалом | Місце | 14.400 | Н/Д | 14.700 | 15.166 | Н/Д | Н/Д |
| Дієго Іполіто | 15.500 Q   | Н/Д                      | Н/Д          | 14.816       | Н/Д          | Н/Д          | Н/Д          | Н/Д          | 15.133       | Н/Д    | Н/Д      | 14.833 | Н/Д    | Н/Д    |        |         |       |        |     |        |        | Н/Д | Н/Д |
| Артур Маріано | 15.200 Q   | 14.433                   | Команда      | 14.033       | 15.100       | 14.933       | 14.766       | 88.465       | 11 Q         | 14.500 | 14.400   | Н/Д    | 15.066 | 14.700 | 14.933 |         |       |        |     |        |        | Н/Д | Н/Д |
| Сержіо Сасакі | 14.900     | 14.833                   | Команда      | 14.133       | 15.266       | 14.933       | 14.833       | 88.898       | 8 Q          | 12.100 | 14.633   | 14.366 | 15.133 | 15.133 | 14.566 |         |       |        |     |        |        | Н/Д | Н/Д |
| Артур Занетті | Н/Д        | Н/Д                      | Команда      | 15.533 Q     | Н/Д          | Н/Д          | Н/Д          | Н/Д          | Н/Д          | Н/Д    | Н/Д      | 15.566 | Н/Д    | Н/Д    | Н/Д    |         |       |        |     |        |        | Н/Д | Н/Д |
| Загалом       | 45.600     | 43.799                   | Команда      | 43.866       | 45.182       | 44.766       | 44.865       | 268.078      | 6 Q          | 41.733 | 43.433   | 44.332 | 45.032 | 44.533 | 44.665 | 263.728 | 6     |        |     |        |        |     |     |

Індивідуальні фінали
| Спортсмен     | Дисципліна         | Вправа                   | Вправа      | Вправа | Вправа | Вправа | Вправа | Загалом | Місце |        |        |   |
| ------------- | ------------------ | ------------------------ | ----------- | ------ | ------ | ------ | ------ | ------- | ----- | ------ | ------ | - |
| Спортсмен     | Дисципліна         | Франсіску Баррету Жуніор | Перекладина | Н/Д    | Н/Д    | Н/Д    | Н/Д    | Н/Д     | Місце | 15.208 | 15.208 | 5 |
| Дієго Іполіто | Вільні вправи      | 15.533                   | Н/Д         | Н/Д    | Н/Д    | Н/Д    | Н/Д    | 15.533  | 2     |        |        |   |
| Артур Маріано | Абсолютна першість | 15.133                   | 13.400      | 14.133 | 14.766 | 14.633 | 15.266 | 87.331  | 17    |        |        |   |
| Артур Маріано | Вільні вправи      | 15.433                   | Н/Д         | Н/Д    | Н/Д    | Н/Д    | Н/Д    | 15.433  | 3     |        |        |   |
| Сержіо Сасакі | Абсолютна першість | 14.833                   | 14.766      | 14.433 | 15.200 | 14.966 | 15.000 | 89.198  | 9     |        |        |   |
| Артур Занетті | Кільця             | Н/Д                      | Н/Д         | 15.766 | Н/Д    | Н/Д    | Н/Д    | 15.766  | 2     |        |        |   |

Жінки
Командна першість
| Спортсменка     | Дисципліна | Кваліфікація | Кваліфікація | Кваліфікація | Кваліфікація | Кваліфікація | Кваліфікація | Фінал  | Фінал  | Фінал  | Фінал  | Фінал   | Фінал |
| Спортсменка     | Дисципліна | Вправа       | Вправа       | Вправа       | Вправа       | Загалом      | Місце        | Вправа | Вправа | Вправа | Вправа | Загалом | Місце |
| Спортсменка     | Дисципліна |              | UB           | BB           | F            | Загалом      | Місце        |        | UB     | BB     | F      | Загалом | Місце |
| --------------- | ---------- | ------------ | ------------ | ------------ | ------------ | ------------ | ------------ | ------ | ------ | ------ | ------ | ------- | ----- |
| Ребека Андраде  | Команда    | 15.566       | 14.933       | 14.200       | 14.033       | 58.732       | 3 Q          | 15.400 | 14.900 | Н/Д    | 12.966 | Н/Д     | Н/Д   |
| Жаде Барбоза    | Команда    | 14.900       | 14.266       | 13.600       | 13.733       | 56.499       | 23*          | 14.933 | 14.391 | 13.033 | 14.266 | Н/Д     | Н/Д   |
| Даніелі Іполіту | Команда    | Н/Д          | Н/Д          | 14.266       | 12.400       | Н/Д          | Н/Д          | Н/Д    | Н/Д    | 14.133 | Н/Д    | Н/Д     | Н/Д   |
| Лорран Олівейра | Команда    | 14.833       | 14.158       | Н/Д          | Н/Д          | Н/Д          | Н/Д          | 14.566 | 14.166 | Н/Д    | Н/Д    | Н/Д     | Н/Д   |
| Флавія Сарайва  | Команда    | 14.633       | 12.733       | 15.133 Q     | 14.033       | 56.532       | 17 Q         | Н/Д    | Н/Д    | 14.833 | 14.500 | Н/Д     | Н/Д   |
| Загалом         | Команда    | 45.299       | 43.357       | 43.599       | 41.799       | 174.054      | 5 Q          | 44.899 | 43.457 | 41.999 | 41.732 | 172.087 | 8     |

Індивідуальні фінали
| Спортсмен      | Дисципліна         | Вправа | Вправа | Вправа | Вправа | Загалом | Місце |
| Спортсмен      | Дисципліна         |        | UB     | BB     | F      | Загалом | Місце |
| -------------- | ------------------ | ------ | ------ | ------ | ------ | ------- | ----- |
| Ребека Андраде | Абсолютна першість | 15.566 | 14.033 | 13.600 | 13.766 | 56.965  | 11    |
| Жаде Барбоза   | Абсолютна першість | 0.000  | 0.000  | 13.700 | 7.500  | DNF     | 24    |
| Флавія Сарайва | колода             | Н/Д    | Н/Д    | 14.533 | Н/Д    | 14.533  | 5     |

### Художня гімнастика
| Спортсменка    | Дисципліна                  | Кваліфікація | Кваліфікація | Кваліфікація | Кваліфікація | Кваліфікація | Кваліфікація | Фінал            | Фінал            | Фінал            | Фінал            | Фінал            | Фінал            |
| Спортсменка    | Дисципліна                  | Обруч        | М'яч         | Булави       | Стрічка      | Загалом      | Місце        | Обруч            | М'яч             | Булави           | Стрічка          | Загалом          | Місце            |
| -------------- | --------------------------- | ------------ | ------------ | ------------ | ------------ | ------------ | ------------ | ---------------- | ---------------- | ---------------- | ---------------- | ---------------- | ---------------- |
| Наталія Гаудіо | Індивідуальне багатоборство | 16.566       | 16.300       | 16.450       | 16.216       | 65.532       | 23           | Завершила виступ | Завершила виступ | Завершила виступ | Завершила виступ | Завершила виступ | Завершила виступ |

| Спортсменка                                                                   | Дисципліна            | Кваліфікація | Кваліфікація     | Кваліфікація | Кваліфікація | Фінал            | Фінал            | Фінал            | Фінал            |
| Спортсменка                                                                   | Дисципліна            | 5 стрічок    | 6 булав 2 обручі | Загалом      | Місце        | 5 стрічок        | 6 булав 2 обручі | Загалом          | Місце            |
| ----------------------------------------------------------------------------- | --------------------- | ------------ | ---------------- | ------------ | ------------ | ---------------- | ---------------- | ---------------- | ---------------- |
| Габріель да Сілва Моргана Гмаш Емануель Ліма Джессіка Маєр Франсіеллі Перейра | групове багатоборство | 15.766       | 16.883           | 32.649       | 9            | Завершила виступ | Завершила виступ | Завершила виступ | Завершила виступ |

### Стрибки на батуті
| Спортсмен       | Дисципліна | Кваліфікація | Кваліфікація | Фінал           | Фінал           |
| Спортсмен       | Дисципліна | Результат    | Місце        | Результат       | Місце           |
| --------------- | ---------- | ------------ | ------------ | --------------- | --------------- |
| Рафаель Андраде | чоловіки   | 76.145       | 15           | Завершив виступ | Завершив виступ |

## Гандбол
Підсумок

Легенда:
- ET: After Extra Time
- P – долю матчу вирішила серія післяматчевих пенальті.

| Команда        | Дисципліна       | Груповий етап      | Груповий етап      | Груповий етап      | Груповий етап      | Груповий етап      | Груповий етап | Чвертьфінал        | Півфінал           | Фінал / БМ         | Фінал / БМ |
| Команда        | Дисципліна       | Суперник Результат | Суперник Результат | Суперник Результат | Суперник Результат | Суперник Результат | Місце         | Суперник Результат | Суперник Результат | Суперник Результат | Місце      |
| -------------- | ---------------- | ------------------ | ------------------ | ------------------ | ------------------ | ------------------ | ------------- | ------------------ | ------------------ | ------------------ | ---------- |
| Brazil men's   | чоловічий турнір | Польща W 34–32     | Словенія L 28–31   | Німеччина W 33–30  | Єгипет D 27–27     | Швеція L 19–30     | 3             | Франція L 27–34    | Завершив виступ    | Завершив виступ    | 7          |
| Brazil women's | жіночий турнір   | Норвегія W 31–28   | Румунія W 26–13    | Іспанія L 24–29    | Ангола W 28–24     | Чорногорія W 29–23 | 1             | Нідерланди L 23–32 | Завершила виступ   | Завершила виступ   | 5          |

### Чоловічий турнір
Склад команди
Шаблон:Склад чоловічої збірної Бразилії з гандболу на літніх Олімпійських іграх 2016
Груповий етап
Шаблон:Підсумкова таблиця в групі B чоловічого турніру з гандболу на літніх Олімпійських іграх 2016
Шаблон:Чоловічий турнір з гандболу на літніх Олімпійських іграх 2016, гра B2
Шаблон:Чоловічий турнір з гандболу на літніх Олімпійських іграх 2016, гра B5
Шаблон:Чоловічий турнір з гандболу на літніх Олімпійських іграх 2016, гра B8
Шаблон:Чоловічий турнір з гандболу на літніх Олімпійських іграх 2016, гра B11
Шаблон:Чоловічий турнір з гандболу на літніх Олімпійських іграх 2016, гра B15
Чвертьфінал
Шаблон:Чоловічий турнір з гандболу на літніх Олімпійських іграх 2016, гра C1

### Жіночий турнір
Склад команди
Шаблон:Склад жіночої збірної Бразилії з гандболу на літніх Олімпійських іграх 2016
Груповий етап
Шаблон:Підсумкова таблиця в групі A жіночого турніру з гандболу на літніх Олімпійських іграх 2016
Шаблон:Жіночий турнір з гандболу на літніх Олімпійських іграх 2016, гра A1
Шаблон:Жіночий турнір з гандболу на літніх Олімпійських іграх 2016, гра A5
Шаблон:Жіночий турнір з гандболу на літніх Олімпійських іграх 2016, гра A7
Шаблон:Жіночий турнір з гандболу на літніх Олімпійських іграх 2016, гра A10
Шаблон:Жіночий турнір з гандболу на літніх Олімпійських іграх 2016, гра A13
Чвертьфінал
Шаблон:Жіночий турнір з гандболу на літніх Олімпійських іграх 2016, гра C1

## Дзюдо
Чоловіки
| Спортсмен          | Категорія    | 1/32 фіналу        | 1/16 фіналу                | 1/8 фіналу                 | Чвертьфінали            | Півфінали          | Втішний поєдинок         | Фінал / БМ               | Фінал / БМ      |
| Спортсмен          | Категорія    | Суперник Результат | Суперник Результат         | Суперник Результат         | Суперник Результат      | Суперник Результат | Суперник Результат       | Суперник Результат       | Місце           |
| ------------------ | ------------ | ------------------ | -------------------------- | -------------------------- | ----------------------- | ------------------ | ------------------------ | ------------------------ | --------------- |
| Феліпе Кітадай     | до 60 кг     | Bye                | Х'яр (FRA) W 001–000       | Енгльмайєр (GER) W 001–000 | Сафаров (AZE) L 000–100 | Завершив виступ    | Урозбоєв (UZB) L 000–100 | Завершив виступ          | 7               |
| Чарлес Чібана      | до 66 кг     | Bye                | Ебінума (JPN) L 000–101    | Завершив виступ            | Завершив виступ         | Завершив виступ    | Завершив виступ          | Завершив виступ          | Завершив виступ |
| Алекс Помбо        | до 73 кг     | Bye                | Sai Yj (CHN) L 000–001     | Завершив виступ            | Завершив виступ         | Завершив виступ    | Завершив виступ          | Завершив виступ          | Завершив виступ |
| Віктор Пеналбер    | до 81 кг     | Bye                | Акаціу (MOZ) W 100–000     | Тома (UAE) L 001–101       | Завершив виступ         | Завершив виступ    | Завершив виступ          | Завершив виступ          | Завершив виступ |
| Тьяго Каміло       | до 90 кг     | Bye                | Піонтек (RSA) W 101–000    | Мехдієв (AZE) L 001–011    | Завершив виступ         | Завершив виступ    | Завершив виступ          | Завершив виступ          | Завершив виступ |
| Рафаель Бузакаріні | до 100 кг    | Bye                | Апрахаміан (URU) W 100–000 | Хага (JPN) L 000–000 S     | Завершив виступ         | Завершив виступ    | Завершив виступ          | Завершив виступ          | Завершив виступ |
| Rafael Silva       | понад 100 кг | Н/Д                | Пілета (HON) W 110–000     | Саїдов (RUS) W 100–000     | Рінер (FRA) L 000–010   | Завершив виступ    | Меєр (NED) W 000–000 S   | Тангрієв (UZB) W 001–000 | 3               |

Жінки
| Спортсменка    | Категорія   | 1/16 фіналу            | 1/8 фіналу                | Чвертьфінали              | Півфінали                 | Втішний поєдинок          | Фінал / БМ                | Фінал / БМ       |
| Спортсменка    | Категорія   | Суперниця Результат    | Суперниця Результат       | Суперниця Результат       | Суперниця Результат       | Суперниця Результат       | Суперниця Результат       | Місце            |
| -------------- | ----------- | ---------------------- | ------------------------- | ------------------------- | ------------------------- | ------------------------- | ------------------------- | ---------------- |
| Сара Менезес   | до 48 кг    | Bye                    | van Snick (BEL) W 001–000 | Mestre (CUB) L 000–000 S  | Завершила виступ          | Уранцецег (MGL) L 000–100 | Завершила виступ          | 7                |
| Еріка Міранда  | до 52 кг    | Bye                    | Аярі (TUN) W 100–000      | Ma Yn (CHN) L 000–010     | Завершила виступ          | Кіцу (ROU) W 100–010      | Накамура (JPN) L 000–001  | 5                |
| Рафаела Сілва  | до 57 кг    | Ропер (GER) W 100–000  | Kim J-d (KOR) W 010–000   | Каракаш (HUN) W 010–000   | Кепріоріу (ROU) W 010–000 | Bye                       | Сум'яа (MGL) W 010–000    | 1                |
| Маріана Сілва  | до 63 кг    | Согеті (GHA) W 100–000 | Трайдос (GER) W 000–000 S | Джербі (ISR) W 001–000    | Трстеняк (SLO) L 000–101  | Bye                       | ван Емден (NED) L 000–001 | 5                |
| Марія Портела  | до 70 кг    | Ньянг (MAR) W 001–000  | Граф (AUT) L 000–000 S    | Завершила виступ          | Завершила виступ          | Завершила виступ          | Завершила виступ          | Завершила виступ |
| Майра Агіар    | до 78 кг    | Bye                    | Джамбеллі (AUS) W 100–000 | Мальцан (GER) W 000–000 S | Тшемео (FRA) L 000–000 S  | Bye                       | Кастільйо (CUB) W 001–000 | 3                |
| Марія Альтеман | понад 78 кг | Bye                    | Kim M-j (KOR) L 000–001   | Завершила виступ          | Завершила виступ          | Завершила виступ          | Завершила виступ          | Завершила виступ |

## Сучасне п'ятиборство
| Спортсмен        | Дисципліна | Фехтування (шпага, один дотик) | Фехтування (шпага, один дотик) | Фехтування (шпага, один дотик) | Фехтування (шпага, один дотик) | Плавання (200 м вільним стилем) | Плавання (200 м вільним стилем) | Плавання (200 м вільним стилем) | Верхова їзда (конкур) | Верхова їзда (конкур) | Верхова їзда (конкур) | Комбіновано: стрільба/біг (10 м, пневматичний пістолет)/(3200 м) | Комбіновано: стрільба/біг (10 м, пневматичний пістолет)/(3200 м) | Комбіновано: стрільба/біг (10 м, пневматичний пістолет)/(3200 м) | Загалом очок | Підсумкове місце |
| Спортсмен        | Дисципліна | RR                             | BR                             | Місце                          | Очки                           | Час                             | Місце                           | Очки                            | Штрафні очки          | Місце                 | Очки                  | Час                                                              | Місце                                                            | MP Points                                                        | Загалом очок | Підсумкове місце |
| ---------------- | ---------- | ------------------------------ | ------------------------------ | ------------------------------ | ------------------------------ | ------------------------------- | ------------------------------- | ------------------------------- | --------------------- | --------------------- | --------------------- | ---------------------------------------------------------------- | ---------------------------------------------------------------- | ---------------------------------------------------------------- | ------------ | ---------------- |
| Феліпе Насіменту | чоловіки   | 9–26                           | 1                              | 35                             | 155                            | 2:05.39                         | 20                              | 324                             | 49                    | 31                    | 251                   | 12:15.59                                                         | 33                                                               | 565                                                              | 1295         | 31               |
| Яне Маркеш       | жінки      | 16–19                          | 0                              | 23                             | 196                            | 2:14.30                         | 9                               | 298                             | 14                    | 16                    | 286                   | 13:31.64                                                         | 30                                                               | 489                                                              | 1269         | 23               |

## Академічне веслування
| Спортсмен                     | Дисципліна                          | Заїзди  | Заїзди | Втішний заплив | Втішний заплив | Півфінали | Півфінали | Фінал   | Фінал |
| Спортсмен                     | Дисципліна                          | Час     | Місце  | Час            | Місце          | Час       | Місце     | Час     | Місце |
| ----------------------------- | ----------------------------------- | ------- | ------ | -------------- | -------------- | --------- | --------- | ------- | ----- |
| Вілліан Жиареттон Хав'єр Вела | Парні двійки, легка вага (чоловіки) | 6:31.13 | 5 R    | 7:11.20        | 5 SC/D         | 7:27.34   | 1 FC      | 6:44.80 | 14    |
| Ванесса Коцці Фернанда Нуньєс | Парні двійки, легка вага (жінки)    | 7:20.79 | 3 R    | 8:15.53        | 5 SC/D         | 8:14.06   | 2 FC      | 7:44.78 | 15    |

Пояснення до кваліфікації: FA=Фінал A (за медалі); FB=Фінал B (не за медалі); FC=Фінал C (не за медалі); FD=Фінал D (не за медалі); FE=Фінал E (не за медалі); FF=Фінал F (не за медалі); SA/B=Півфінали A/B; SC/D=Півфінали C/D; SE/F=Півфінали E/F; QF=Чвертьфінали; R=Потрапив у втішний заплив

## Регбі-7

### Чоловічий турнір
Склад команди
Шаблон:Склад чоловічої збірної Бразилії з регбі-7 на літніх Олімпійських іграх 2016
Груповий етап
Шаблон:Підсумкова таблиця в групі A чоловічого турніру з регбі-7 на літніх Олімпійських іграх 2016
Шаблон:Чоловічий турнір з регбі-7 на літніх Олімпійських іграх 2016, гра A2
Шаблон:Чоловічий турнір з регбі-7 на літніх Олімпійських іграх 2016, гра A3
Шаблон:Чоловічий турнір з регбі-7 на літніх Олімпійських іграх 2016, гра A5
Півфінал за 9–12 місця
Шаблон:Чоловічий турнір з регбі-7 на літніх Олімпійських іграх 2016, гра E1
Eleventh place match
Шаблон:Чоловічий турнір з регбі-7 на літніх Олімпійських іграх 2016, гра E3

### Жіночий турнір
Склад команди
Шаблон:Склад жіночої збірної Бразилії з регбі-7 на літніх Олімпійських іграх 2016
Груповий етап
Шаблон:Підсумкова таблиця в групі C жіночого турніру з регбі-7 на літніх Олімпійських іграх 2016
Шаблон:Жіночий турнір з регбі-7 на літніх Олімпійських іграх 2016, гра C1
Шаблон:Жіночий турнір з регбі-7 на літніх Олімпійських іграх 2016, гра C4
Шаблон:Жіночий турнір з регбі-7 на літніх Олімпійських іграх 2016, гра C5
Півфінал за 9–12 місця
Шаблон:Жіночий турнір з регбі-7 на літніх Олімпійських іграх 2016, гра E1
Матч за 9-те місце
Шаблон:Жіночий турнір з регбі-7 на літніх Олімпійських іграх 2016, гра E4

## Вітрильний спорт
Чоловіки
| Спортсмен                    | Дисципліна | Заплив | Заплив | Заплив | Заплив | Заплив | Заплив | Заплив | Заплив | Заплив | Заплив | Заплив | Заплив | Заплив | Очки | Підсумкове місце |
| Спортсмен                    | Дисципліна | 1      | 2      | 3      | 4      | 5      | 6      | 7      | 8      | 9      | 10     | 11     | 12     | M*     | Очки | Підсумкове місце |
| ---------------------------- | ---------- | ------ | ------ | ------ | ------ | ------ | ------ | ------ | ------ | ------ | ------ | ------ | ------ | ------ | ---- | ---------------- |
| Рікардо Сантуш               | RS:X       | 6      | 9      | 7      | 3      | 16     | 30     | 21     | 9      | 9      | 6      | 9      | 11     | 12     | 118  | 7                |
| Роберт Шейдт                 | Лазер      | 23     | 1      | 27     | 4      | 11     | 2      | 4      | 5      | 26     | 11     | Н/Д    | Н/Д    | 1      | 89   | 4                |
| Жорже Заріф                  | Фінн       | 4      | 8      | 11     | 22     | 2      | 19     | 2      | 13     | 15     | 9      | Н/Д    | Н/Д    | 3      | 87   | 4                |
| Бруно Аморім Енріке Аддад    | 470        | 19     | 23     | 25     | 17     | 22     | 27     | 9      | 11     | 14     | 27     | Н/Д    | Н/Д    | EL     | 167  | 23               |
| Габріель Боржес Марко Граель | 49er       | 10     | 11     | 8      | 7      | 19     | 7      | 11     | 17     | 10     | 8      | 5      | 6      | EL     | 109  | 11               |

Жінки
| Спортсменка                    | Дисципліна   | Заплив | Заплив | Заплив | Заплив | Заплив | Заплив | Заплив | Заплив | Заплив | Заплив | Заплив | Заплив | Заплив | Очки | Підсумкове місце |
| Спортсменка                    | Дисципліна   | 1      | 2      | 3      | 4      | 5      | 6      | 7      | 8      | 9      | 10     | 11     | 12     | M*     | Очки | Підсумкове місце |
| ------------------------------ | ------------ | ------ | ------ | ------ | ------ | ------ | ------ | ------ | ------ | ------ | ------ | ------ | ------ | ------ | ---- | ---------------- |
| Патрісія Фрейтас               | RS:X         | 6      | 8      | 4      | 2      | 13     | 16     | 10     | 1      | 3      | 8      | 8      | 9      | 8      | 80   | 8                |
| Фернанда Декноп                | Лазер радіал | 14     | 19     | 21     | 19     | 28     | 26     | 16     | 23     | 8      | 18     | Н/Д    | Н/Д    | EL     | 163  | 24               |
| Ана Барбачан Фернанда Олівейра | 470          | 5      | 5      | 13     | 10     | 2      | UFD    | 9      | 6      | 13     | 5      | Н/Д    | Н/Д    | 8      | 76   | 8                |
| Мартіна Граель Кахена Кунце    | 49erFX       | 9      | 1      | 1      | 10     | 2      | 6      | 3      | 3      | 11     | 2      | 7      | 2      | 1      | 48   | 1                |

Змішаний
| Спортсмен                     | Дисципліна | Заплив | Заплив | Заплив | Заплив | Заплив | Заплив | Заплив | Заплив | Заплив | Заплив | Заплив | Заплив | Заплив | Очки | Підсумкове місце |
| Спортсмен                     | Дисципліна | 1      | 2      | 3      | 4      | 5      | 6      | 7      | 8      | 9      | 10     | 11     | 12     | M*     | Очки | Підсумкове місце |
| ----------------------------- | ---------- | ------ | ------ | ------ | ------ | ------ | ------ | ------ | ------ | ------ | ------ | ------ | ------ | ------ | ---- | ---------------- |
| Самуель Альбрехт Ізабель Сван | Nacra 17   | 17     | 1      | 18     | 9      | 2      | 16     | 12     | 4      | 19     | 7      | 8      | 8      | 8      | 117  | 10               |

M = Медальний заплив; EL = Вибув – не потрапив до медального запливу

## Стрільба
Чоловіки
| Спортсмен         | Дисципліна                       | Кваліфікація | Кваліфікація | Півфінал        | Півфінал        | Фінал           | Фінал           |
| Спортсмен         | Дисципліна                       | Очки         | Місце        | Очки            | Місце           | Очки            | Місце           |
| ----------------- | -------------------------------- | ------------ | ------------ | --------------- | --------------- | --------------- | --------------- |
| Жуліо Алмейда     | Пневматичний пістолет, 10 м      | 577          | 13           | Н/Д             | Н/Д             | Завершив виступ | Завершив виступ |
| Жуліо Алмейда     | Пістолет, 50 м                   | 542          | 30           | Н/Д             | Н/Д             | Завершив виступ | Завершив виступ |
| Емерсон Дуарте    | швидкісний пістолет, 25 м        | 285          | 19           | Н/Д             | Н/Д             | Завершив виступ | Завершив виступ |
| Ренато Портелла   | Скит                             | 116          | 22           | Завершив виступ | Завершив виступ | Завершив виступ | Завершив виступ |
| Кассіо Ріппел     | Гвинтівка лежачи, 50 м           | 621.3        | 26           | Н/Д             | Н/Д             | Завершив виступ | Завершив виступ |
| Кассіо Ріппел     | Гвинтівка з трьох положень, 50 м | 1129         | 44           | Н/Д             | Н/Д             | Завершив виступ | Завершив виступ |
| Роберто Шмітс     | Трап                             | 115          | 15           | Завершив виступ | Завершив виступ | Завершив виступ | Завершив виступ |
| Феліпе Алмейда Ву | Пневматичний пістолет, 10 м      | 580          | 7 Q          | Н/Д             | Н/Д             | 202.1           | 2               |
| Феліпе Алмейда Ву | Пістолет, 50 м                   | 533          | 39           | Н/Д             | Н/Д             | Завершив виступ | Завершив виступ |

Жінки
| Спортсменка     | Дисципліна                       | Кваліфікація | Кваліфікація | Півфінал         | Півфінал         | Фінал            | Фінал            |
| Спортсменка     | Дисципліна                       | Очки         | Місце        | Очки             | Місце            | Очки             | Місце            |
| --------------- | -------------------------------- | ------------ | ------------ | ---------------- | ---------------- | ---------------- | ---------------- |
| Даніела Карраро | Скит                             | 53           | 21           | Завершила виступ | Завершила виступ | Завершила виступ | Завершила виступ |
| Розане Будаг    | Пневматична гвинтівка, 10 м      | 396.9        | 50           | Н/Д              | Н/Д              | Завершила виступ | Завершила виступ |
| Розане Будаг    | Гвинтівка з трьох положень, 50 м | 550          | 37           | Н/Д              | Н/Д              | Завершила виступ | Завершила виступ |
| Жаніс Тейшейра  | Трап                             | 60           | 21           | Завершила виступ | Завершила виступ | Завершила виступ | Завершила виступ |

Пояснення до кваліфікації: Q = Пройшов у наступне коло; q = Кваліфікувався щоб змагатись у поєдинку за бронзову медаль

## Плавання
Чоловіки
| Спортсмен                                                                       | Дисципліна                        | Попередній заплив | Попередній заплив | Півфінал        | Півфінал        | Фінал           | Фінал           |
| Спортсмен                                                                       | Дисципліна                        | Час               | Місце             | Час             | Місце           | Час             | Місце           |
| ------------------------------------------------------------------------------- | --------------------------------- | ----------------- | ----------------- | --------------- | --------------- | --------------- | --------------- |
| Бруно Фратус                                                                    | 50 м вільним стилем               | 21.93             | =10 Q             | 21.71           | =6 Q            | 21.79           | =6              |
| Італо Дуарте                                                                    | 50 м вільним стилем               | 21.96             | 13 Q              | 22.05           | 15              | Завершив виступ | Завершив виступ |
| Марсело Черігіні                                                                | 100 м вільним стилем              | 48.53             | 13 Q              | 48.23           | 8 Q             | 48.41           | 8               |
| Ніколас Олівейра                                                                | 100 м вільним стилем              | 49.05             | 28                | Завершив виступ | Завершив виступ | Завершив виступ | Завершив виступ |
| Ніколас Олівейра                                                                | 200 м вільним стилем              | DNS               | DNS               | Завершив виступ | Завершив виступ | Завершив виступ | Завершив виступ |
| Жуан де Лукка                                                                   | 200 м вільним стилем              | 1:47.63           | 25                | Завершив виступ | Завершив виступ | Завершив виступ | Завершив виступ |
| Луїс Алтамір Мело                                                               | 400 м вільним стилем              | 3:50.82           | 32                | Н/Д             | Н/Д             | Завершив виступ | Завершив виступ |
| Мігель Валенте                                                                  | 1500 м вільним стилем             | 15:22.57          | 31                | Н/Д             | Н/Д             | Завершив виступ | Завершив виступ |
| Брандонн Алмейда                                                                | 1500 м вільним стилем             | 15:14.73          | 29                | Н/Д             | Н/Д             | Завершив виступ | Завершив виступ |
| Брандонн Алмейда                                                                | 400 м комплексом                  | 4:17.25           | 15                | Н/Д             | Н/Д             | Завершив виступ | Завершив виступ |
| Гільєрме Гвідо                                                                  | 100 м на спині                    | 53.80             | 13 Q              | 54.16           | 14              | Завершив виступ | Завершив виступ |
| Леонардо де Деус                                                                | 200 м на спині                    | 1:57.00 NR        | 12 Q              | 1:57.67         | 13              | Завершив виступ | Завершив виступ |
| Леонардо де Деус                                                                | 200 м батерфляєм                  | 1:55.98           | 9 Q               | 1:56.77         | 13              | Завершив виступ | Завершив виступ |
| Кайо де Алмейда                                                                 | 200 м батерфляєм                  | 1:56.45           | 12 Q              | 1:57.45         | 14              | Завершив виступ | Завершив виступ |
| Маркуш Машеду                                                                   | 100 м батерфляєм                  | 53.87             | 34                | Завершив виступ | Завершив виступ | Завершив виступ | Завершив виступ |
| Енріке Мартінс                                                                  | 100 м батерфляєм                  | 52.42             | 21                | Завершив виступ | Завершив виступ | Завершив виступ | Завершив виступ |
| Феліпе Франса Сілва                                                             | 100 м брасом                      | 59.01 SA          | 3 Q               | 59.35           | 6 Q             | 59.38           | 7               |
| Жоан Гомес Жуніор                                                               | 100 м брасом                      | 59.46             | 8 Q               | 59.40           | 7 Q             | 59.31           | 5               |
| Талес Сердейра                                                                  | 200 м брасом                      | 2:12.83           | 29                | Завершив виступ | Завершив виступ | Завершив виступ | Завершив виступ |
| Тіаго Сімон                                                                     | 200 м брасом                      | 2:15.01           | 36                | Завершив виступ | Завершив виступ | Завершив виступ | Завершив виступ |
| Тьяго Перейра                                                                   | 200 м комплексом                  | 1:58.63           | 5 Q               | 1:57.11         | 3 Q             | 1:58.02         | 7               |
| Енріке Родрігес                                                                 | 200 м комплексом                  | 1:58.56           | 4 Q               | 1:59.23         | 9               | Завершив виступ | Завершив виступ |
| Аллан до Кармо                                                                  | 10 км                             | Н/Д               | Н/Д               | Н/Д             | Н/Д             | 1:53:16.4       | 18              |
| Марсело Черігіні Жуан де Лукка Ніколас Олівейра Матеус Сантана Габріель Сантос* | Естафета 4 × 100 м вільним стилем | 3:14.06           | 5 Q               | Н/Д             | Н/Д             | 3:13.21         | 5               |
| Жуан де Лукка Ніколас Олівейра Луїс Алтамір Мело André Pereira                  | Естафета 4 × 200 м вільним стилем | 7:13.84           | 15                | Н/Д             | Н/Д             | Завершив виступ | Завершив виступ |
| Гільєрме Гвідо Феліпе Франса Сілва Енріке Мартінс Марсело Черігіні              | Естафета 4 × 100 м комплексом     | 3:32.96           | 7 Q               | Н/Д             | Н/Д             | 3:32.84         | 6               |

Жінки
| Спортсменка                                                                                            | Дисципліна                        | Попередній заплив | Попередній заплив | Півфінал         | Півфінал         | Фінал            | Фінал            |
| Спортсменка                                                                                            | Дисципліна                        | Час               | Місце             | Час              | Місце            | Час              | Місце            |
| --- | --------------------------------- | ----------------- | ----------------- | ---------------- | ---------------- | ---------------- | ---------------- |
| Граціель Геррманн                                                                                      | 50 м вільним стилем               | 25.60             | 40                | Завершила виступ | Завершила виступ | Завершила виступ | Завершила виступ |
| Ларісса Олівейра                                                                                       | 100 м вільним стилем              | 54.72             | 21                | Завершила виступ | Завершила виступ | Завершила виступ | Завершила виступ |
| Ларісса Олівейра                                                                                       | 200 м вільним стилем              | 2:00.76           | 35                | Завершила виступ | Завершила виступ | Завершила виступ | Завершила виступ |
| Мануелла Ліріо                                                                                         | 200 м вільним стилем              | 1:57.28 SA        | 14 Q              | 1:57.43          | 12               | Завершила виступ | Завершила виступ |
| Етьєн Медейрос                                                                                         | 50 м вільним стилем               | 24.82             | 16 Q              | 24.45 SA         | 7 Q              | 24.69            | 8                |
| Етьєн Медейрос                                                                                         | 100 м вільним стилем              | 54.38             | 14 Q              | 54.59            | 16               | Завершила виступ | Завершила виступ |
| Етьєн Медейрос                                                                                         | 100 м на спині                    | 1:01.70           | 25                | Завершила виступ | Завершила виступ | Завершила виступ | Завершила виступ |
| Дайнара де Паула                                                                                       | 100 м батерфляєм                  | 57.92             | 14 Q              | 58.65            | 16               | Завершила виступ | Завершила виступ |
| Даєні Діас                                                                                             | 100 м батерфляєм                  | 58.15             | 15 Q              | 58.52            | 14               | Завершила виступ | Завершила виступ |
| Жоанна Мараньян                                                                                        | 200 м батерфляєм                  | 2:10.69           | 24                | Завершила виступ | Завершила виступ | Завершила виступ | Завершила виступ |
| Жоанна Мараньян                                                                                        | 200 м комплексом                  | 2:13.06           | 18                | Завершила виступ | Завершила виступ | Завершила виступ | Завершила виступ |
| Жоанна Мараньян                                                                                        | 400 м комплексом                  | 4:38.88           | 15                | Н/Д              | Н/Д              | Завершила виступ | Завершила виступ |
| Поліана Окімото Цінтра                                                                                 | 10 км                             | Н/Д               | Н/Д               | Н/Д              | Н/Д              | 1:56:51.4        | 3                |
| Ана Марсела Куня                                                                                       | 10 км                             | Н/Д               | Н/Д               | Н/Д              | Н/Д              | 1:57:29.0        | 10               |
| Дайнара де Паула Мануелла Ліріо Етьєн Медейрос Ларісса Олівейра                                        | Естафета 4 × 100 м вільним стилем | 3:39.40           | 11                | Н/Д              | Н/Д              | Завершила виступ | Завершила виступ |
| Jéssica Cavalheiro Мануелла Ліріо Ларісса Олівейра Gabrielle Roncatto                                  | Естафета 4 × 200 м вільним стилем | 7:55.68 SA        | 11                | Н/Д              | Н/Д              | Завершила виступ | Завершила виступ |
| Дайнара де Паула Jhennifer da Conceição Етьєн Медейрос Ларісса Олівейра Даєні Діас* Natalia de Luccas* | Естафета 4 × 100 м комплексом     | 4:02.83           | 13                | Н/Д              | Н/Д              | Завершила виступ | Завершила виступ |

* Reserve

## Синхронне плавання
| Спортсменка | Дисципліна | Обов'язкова програма | Обов'язкова програма | Довільна програма (попередня) | Довільна програма (попередня)    | Довільна програма (попередня) | Довільна програма (фінал) | Довільна програма (фінал)        | Довільна програма (фінал) |
| Спортсменка | Дисципліна | Очки                 | Місце                | Очки                          | Загалом (обов'язкова + довільна) | Місце                         | Очки                      | Загалом (обов'язкова + довільна) | Місце                     |
| --- | ---------- | -------------------- | -------------------- | ----------------------------- | -------------------------------- | ----------------------------- | ------------------------- | -------------------------------- | ------------------------- |
| Луїса Боржес Марія Едуарда Міккусі | Дуети      | 83.3008              | 14                   | 84.0333                       | 167.3341                         | 13                            | Завершила виступ          | Завершила виступ                 | Завершила виступ          |
| Луїса Боржес Марія Бруно Марія Клара Котіньйо Беатріс Ферес Бранка Ферес Марія Едуарда Міккусі Лорена Молінос Pamela Nogueira Лара Тейшейра | Команда    | 84.7985              | 6                    | Н/Д                           | Н/Д                              | Н/Д                           | 87.2000                   | 171.9985                         | 6                         |

## Настільний теніс
Чоловіки
| Спортсмен                                     | Дисципліна       | Попередній раунд   | Раунд 1             | Раунд 2            | Раунд 3            | 1/8 фіналу                 | Чвертьфінали       | Півфінали          | Фінал / БМ         | Фінал / БМ      |
| Спортсмен                                     | Дисципліна       | Суперник Результат | Суперник Результат  | Суперник Результат | Суперник Результат | Суперник Результат         | Суперник Результат | Суперник Результат | Суперник Результат | Місце           |
| --------------------------------------------- | ---------------- | ------------------ | ------------------- | ------------------ | ------------------ | -------------------------- | ------------------ | ------------------ | ------------------ | --------------- |
| Уго Кальдерано                                | Одиночний розряд | Bye                | Pereira (CUB) W 4–0 | Gerell (SWE) W 4–1 | Tang P (HKG) W 4–2 | Мідзутані (JPN) L 2–4      | Завершив виступ    | Завершив виступ    | Завершив виступ    | Завершив виступ |
| Gustavo Tsuboi                                | Одиночний розряд | Bye                | Wang Jn (CGO) L 0–4 | Завершив виступ    | Завершив виступ    | Завершив виступ            | Завершив виступ    | Завершив виступ    | Завершив виступ    | Завершив виступ |
| Уго Кальдерано Cazuo Matsumoto Gustavo Tsuboi | Команда          | Н/Д                | Н/Д                 | Н/Д                | Н/Д                | Південна Корея (KOR) L 0–3 | Завершив виступ    | Завершив виступ    | Завершив виступ    | Завершив виступ |

Жінки
| Спортсменка                               | Дисципліна       | Попередній раунд    | Раунд 1             | Раунд 2             | Раунд 3             | 1/8 фіналу          | Чвертьфінали        | Півфінали           | Фінал / БМ          | Фінал / БМ       |
| Спортсменка                               | Дисципліна       | Суперниця Результат | Суперниця Результат | Суперниця Результат | Суперниця Результат | Суперниця Результат | Суперниця Результат | Суперниця Результат | Суперниця Результат | Місце            |
| ----------------------------------------- | ---------------- | ------------------- | ------------------- | ------------------- | ------------------- | ------------------- | ------------------- | ------------------- | ------------------- | ---------------- |
| Caroline Kumahara                         | одиночний розряд | Tapper (AUS) W 4–2  | Ni Xl (LUX) L 3–4   | Завершила виступ    | Завершила виступ    | Завершила виступ    | Завершила виступ    | Завершила виступ    | Завершила виступ    | Завершила виступ |
| Lin Gui                                   | одиночний розряд | Bye                 | Дворак (ESP) W 4–2  | Samara (ROU) L 0–4  | Завершила виступ    | Завершила виступ    | Завершила виступ    | Завершила виступ    | Завершила виступ    | Завершила виступ |
| Caroline Kumahara Lin Gui Bruna Takahashi | Команда          | Н/Д                 | Н/Д                 | Н/Д                 | Н/Д                 | Китай (CHN) L 0–3   | Завершила виступ    | Завершила виступ    | Завершила виступ    | Завершила виступ |

## Тхеквондо
| Спортсмен         | Категорія              | 1/8 фіналу             | Чвертьфінали           | Півфінали          | Втішний поєдинок    | Фінал / БМ         | Фінал / БМ       |
| Спортсмен         | Категорія              | Суперник Результат     | Суперник Результат     | Суперник Результат | Суперник Результат  | Суперник Результат | Місце            |
| ----------------- | ---------------------- | ---------------------- | ---------------------- | ------------------ | ------------------- | ------------------ | ---------------- |
| Венілтон Тейшейра | до 58 кг (чоловіки)    | Атіас (ISR) W 16–2 PTG | Наварро (MEX) L 5–8    | Завершив виступ    | Завершив виступ     | Завершив виступ    | Завершив виступ  |
| Майкон Сікейра    | понад 80 кг (чоловіки) | Ламбдін (USA) W 9–7    | Абдулразак (NIG) L 1–6 | Завершив виступ    | N'diaye (FRA) W 5–2 | Чо (GBR) W 5–4     | 3                |
| Іріс Танг Сінг    | до 49 кг (жінки)       | Кілдей (NZL) W 7–5     | Маньяррез (MEX) L 4–14 | Завершила виступ   | Завершила виступ    | Завершила виступ   | Завершила виступ |
| Хулія Васконцелос | до 57 кг (жінки)       | Мікконен (FIN) L 9–10  | Завершила виступ       | Завершила виступ   | Завершила виступ    | Завершила виступ   | Завершила виступ |

## Теніс
Чоловіки
| Спортсмен                 | Дисципліна       | 1/32 фіналу                    | 1/16 фіналу                                         | 1/8 фіналу                           | Чвертьфінали                         | Півфінали          | Фінал / БМ         | Фінал / БМ      |
| Спортсмен                 | Дисципліна       | Суперник Результат             | Суперник Результат                                  | Суперник Результат                   | Суперник Результат                   | Суперник Результат | Суперник Результат | Місце           |
| ------------------------- | ---------------- | ------------------------------ | --------------------------------------------------- | ------------------------------------ | ------------------------------------ | ------------------ | ------------------ | --------------- |
| Thomaz Bellucci           | одиночний розряд | Brown (GER) W 4–6, 5–4ret      | Cuevas (URU) W 6–2, 4–6, 6–3                        | Ґоффен (BEL) W 7–6(12–10), 6–4       | Надаль (ESP) L 6–2, 4–6, 2–6         | Завершив виступ    | Завершив виступ    | Завершив виступ |
| Rogério Dutra Silva       | одиночний розряд | Fabbiano (ITA) W 7–6(7–4), 6–1 | Монфіс (FRA) L 2–6, 4–6                             | Завершив виступ                      | Завершив виступ                      | Завершив виступ    | Завершив виступ    | Завершив виступ |
| Thomaz Bellucci André Sá  | парний розряд    | Н/Д                            | A Murray / J Murray (GBR) W 7–6(8–6), 7–6(16–14)    | Фоніні / Seppi (ITA) L 7–5, 5–7, 3–6 | Завершив виступ                      | Завершив виступ    | Завершив виступ    | Завершив виступ |
| Марсело Мело Бруно Соарес | парний розряд    | Н/Д                            | Sa Ratiwatana / So Ratiwatana (THA) W 6–0, 7–6(7–1) | Джокович / Зімоньїч (SRB) W 6–4, 6–4 | Мерджа / Текеу (ROU) L 4–6, 7–5, 2–6 | Завершив виступ    | Завершив виступ    | Завершив виступ |

Жінки
| Спортсменка                              | Дисципліна       | 1/32 фіналу             | 1/16 фіналу                                     | 1/8 фіналу          | Чвертьфінали        | Півфінали           | Фінал / БМ          | Фінал / БМ       |
| Спортсменка                              | Дисципліна       | Суперниця Результат     | Суперниця Результат                             | Суперниця Результат | Суперниця Результат | Суперниця Результат | Суперниця Результат | Місце            |
| ---------------------------------------- | ---------------- | ----------------------- | ----------------------------------------------- | ------------------- | ------------------- | ------------------- | ------------------- | ---------------- |
| Тельяна Перейра                          | одиночний розряд | Гарсія (FRA) L 1–6, 2–6 | Завершила виступ                                | Завершила виступ    | Завершила виступ    | Завершила виступ    | Завершила виступ    | Завершила виступ |
| Paula Cristina Gonçalves Тельяна Перейра | парний розряд    | Н/Д                     | Мугуруса / Suárez Navarro (ESP) L 6–7(6–8), 2–6 | Завершила виступ    | Завершила виступ    | Завершила виступ    | Завершила виступ    | Завершила виступ |

Змішаний
| Спортсмен                    | Дисципліна    | 1/8 фіналу                              | Чвертьфінали                        | Півфінали          | Фінал / БМ         | Фінал / БМ      |
| Спортсмен                    | Дисципліна    | Суперник Результат                      | Суперник Результат                  | Суперник Результат | Суперник Результат | Місце           |
| ---------------------------- | ------------- | --------------------------------------- | ----------------------------------- | ------------------ | ------------------ | --------------- |
| Тельяна Перейра Марсело Мело | парний розряд | Гарсія / Маю (FRA) W 7–6(7–4), 7–6(7–1) | Маттек-Сендс / Сок (USA) L 4–6, 4–6 | Завершив виступ    | Завершив виступ    | Завершив виступ |

## Тріатлон
| Спортсмен        | Дисципліна | Плавання, 1,5 км | Перехід 1 | Велосипед, 40 км | Перехід 2 | Біг, 10 км | Загалом Time | Місце |
| ---------------- | ---------- | ---------------- | --------- | ---------------- | --------- | ---------- | ------------ | ----- |
| Діого Склебін    | чоловіки   | 18:20            | 0:49      | 59:29            | 0:40      | 33:14      | 1:52:32      | 41    |
| Памелла Олівейра | жінки      | 19:04            | 0:56      | 1:04:43          | 0:40      | 38:40      | 2:04:03      | 40    |

## Волейбол

### Пляжний
| Спортсмен                      | Дисципліна | Груповий етап | Місце | 1/8 фіналу                                         | Чвертьфінали                                           | Півфінали                                             | Фінал / БМ                                               | Фінал / БМ      |
| Спортсмен                      | Дисципліна | Суперник Результат | Місце | Суперник Результат                                 | Суперник Результат                                     | Суперник Результат                                    | Суперник Результат                                       | Місце           |
| ------------------------------ | ---------- | --- | ----- | -------------------------------------------------- | ------------------------------------------------------ | ----------------------------------------------------- | -------------------------------------------------------- | --------------- |
| Алісон Серутті Бруно Шмідт     | Чоловіки   | Pool A Бінсток – Шехтер (CAN) W 2 – 0 (21–19, 22–20) Допплер – Горст (AUT) L 1 – 2 (21–23, 21–16, 13–15) Карамбула – Ранг'єрі (ITA) W 2 – 0 (21–19, 21–16)            | 2 Q   | Gavira – Herrera (ESP) W 2 – 0 (24–22, 21–13)      | Далгауссер – Лусена (USA) W 2 – 1 (21–14, 12–21, 15–9) | Броувер – Меувсен (NED) W 2 – 1 (21–17, 21–23, 16–14) | Лупо – Ніколаї (ITA) W 2 – 0 (21–19, 21–17)              | 1               |
| Евандо Олівейра Pedro Solberg  | Чоловіки   | Pool D Діас – González (CUB) L 1 – 2 (22–24, 23–21, 13–15) Сакстон – Шальк (CAN) L 1 – 2 (21–17, 18–21, 14–16) Samoilovs – Šmēdiņš (LAT) W 2 – 1 (21–16, 20–22, 15–7) | 2 Q   | Барсук – Лямін (RUS) L 1 – 2 (21–16, 14–21, 10–15) | Завершив виступ                                        | Завершив виступ                                       | Завершив виступ                                          | Завершив виступ |
| Таліта Антунеш Ларісса Франса  | жінки      | Pool A Birlova – Уколова (RUS) W 2 – 0 (21–14, 21–16) Фендрік – Світ (USA) W 2 – 0 (21–16, 21–13) Бжостек – Калосінська (POL) W 2 – 0 (21–10, 21–15)                  | 1 Q   | Боргер – Бюте (GER) W 2 – 0 (21–17, 21–19)         | Гайдріх – Цумкер (SUI) W 2 – 1 (21–23, 27–25, 15–13)   | Людвіг – Валкенгорст (GER) L 0 – 2 (18–21, 12–21)     | Росс – Walsh Jennings (USA) L 1 – 2 (21–17, 17–21, 9–15) | 4               |
| Агата Беднарчук Барбара Сейшас | жінки      | Pool B Hermannová – Sluková (CZE) W 2 – 1 (19–21, 21–17, 15–11) Галлай – Клуг (ARG) W 2 – 0 (21–11, 21–17) Бакерісо – Фернандес (ESP) L 0 – 2 (17–21, 20–22)          | 2 Q   | Wang – Юе (CHN) W 2 – 0 (21–12, 21–16)             | Бірлова – Уколова (RUS) W 2 – 0 (23–21, 21–16)         | Росс – Walsh Jennings (USA) W 2 – 0 (22–20, 21–18)    | Людвіг – Валкенгорст (GER) L 0 – 2 (18–21, 14–21)        | 2               |

### У приміщенні

#### Чоловічий турнір
Склад команди
Шаблон:Склад чоловічої збірної Бразилії з волейболу на літніх Олімпійських іграх 2016
Груповий етап
Шаблон:Підсумкова таблиця в групі A чоловічого турніру з волейболу на літніх Олімпійських іграх 2016
Шаблон:Чоловічий турнір з волейболу на літніх Олімпійських іграх 2016, гра A2
Шаблон:Чоловічий турнір з волейболу на літніх Олімпійських іграх 2016, гра A6
Шаблон:Чоловічий турнір з волейболу на літніх Олімпійських іграх 2016, гра A9
Шаблон:Чоловічий турнір з волейболу на літніх Олімпійських іграх 2016, гра A12
Шаблон:Чоловічий турнір з волейболу на літніх Олімпійських іграх 2016, гра A15
Чвертьфінал
Шаблон:Чоловічий турнір з волейболу на літніх Олімпійських іграх 2016, гра C4
Півфінал
Шаблон:Чоловічий турнір з волейболу на літніх Олімпійських іграх 2016, гра D2
Гонка за золоту медаль
Шаблон:Чоловічий турнір з волейболу на літніх Олімпійських іграх 2016, гра E2

#### Жіночий турнір
Склад команди
Шаблон:Склад жіночої збірної Бразилії з волейболу на літніх Олімпійських іграх 2016
Груповий етап
Шаблон:Підсумкова таблиця в групі A жіночого турніру з волейболу на літніх Олімпійських іграх 2016
Шаблон:Жіночий турнір з волейболу на літніх Олімпійських іграх 2016, гра A2
Шаблон:Жіночий турнір з волейболу на літніх Олімпійських іграх 2016, гра A6
Шаблон:Жіночий турнір з волейболу на літніх Олімпійських іграх 2016, гра A9
Шаблон:Жіночий турнір з волейболу на літніх Олімпійських іграх 2016, гра A12
Шаблон:Жіночий турнір з волейболу на літніх Олімпійських іграх 2016, гра A15
Чвертьфінал
Шаблон:Жіночий турнір з волейболу на літніх Олімпійських іграх 2016, гра C4

## Водне поло
Підсумок

Легенда:
- FT – Після основного часу.
- P – Долю матчу вирішила серія післяматчевих пенальті.

| Команда        | Дисципліна       | Груповий етап      | Груповий етап      | Груповий етап      | Груповий етап      | Груповий етап      | Груповий етап | Чвертьфінал        | Півфінал           | Фінал / БМ         | Фінал / БМ |
| Команда        | Дисципліна       | Суперник Результат | Суперник Результат | Суперник Результат | Суперник Результат | Суперник Результат | Місце         | Суперник Результат | Суперник Результат | Суперник Результат | Місце      |
| -------------- | ---------------- | ------------------ | ------------------ | ------------------ | ------------------ | ------------------ | ------------- | ------------------ | ------------------ | ------------------ | ---------- |
| Brazil men's   | чоловічий турнір | Австралія W 8–7    | Японія W 16–8      | Сербія W 6–5       | Греція L 4–9       | Угорщина L 6–10    | 3             | Хорватія L 6–10    | Угорщина L 4–13    | Іспанія L 8–9      | 8          |
| Brazil women's | жіночий турнір   | Італія L 3–9       | Росія L 7–14       | Австралія L 3–10   | Н/Д                | Н/Д                | 4             | США L 3–13         | Австралія L 4–11   | КНР L 5–10         | 8          |

### Чоловічий турнір
Склад команди
Шаблон:Склад чоловічої збірної Бразилії з водного поло на літніх Олімпійських іграх 2016
Груповий етап
Шаблон:Підсумкова таблиця в групі A чоловічого турніру з водного поло на літніх Олімпійських іграх 2016
Шаблон:Чоловічий турнір з водного поло на літніх Олімпійських іграх 2016, гра A2
Шаблон:Чоловічий турнір з водного поло на літніх Олімпійських іграх 2016, гра A5
Шаблон:Чоловічий турнір з водного поло на літніх Олімпійських іграх 2016, гра A9
Шаблон:Чоловічий турнір з водного поло на літніх Олімпійських іграх 2016, гра A12
Шаблон:Чоловічий турнір з водного поло на літніх Олімпійських іграх 2016, гра A13
Чвертьфінал
Шаблон:Чоловічий турнір з водного поло на літніх Олімпійських іграх 2016, гра C3
Classification semifinal (5–8)
Шаблон:Чоловічий турнір з водного поло на літніх Олімпійських іграх 2016, гра D1
Матч за 7-ме місце
Шаблон:Чоловічий турнір з водного поло на літніх Олімпійських іграх 2016, гра E1

### Жіночий турнір
Склад команди
Шаблон:Склад жіночої збірної Бразилії з водного поло на літніх Олімпійських іграх 2016
Груповий етап
Шаблон:Підсумкова таблиця в групі A жіночого турніру з водного поло на літніх Олімпійських іграх 2016
Шаблон:Жіночий турнір з водного поло на літніх Олімпійських іграх 2016, гра A2
Шаблон:Жіночий турнір з водного поло на літніх Олімпійських іграх 2016, гра A4
Шаблон:Жіночий турнір з водного поло на літніх Олімпійських іграх 2016, гра A6
Чвертьфінал
Шаблон:Жіночий турнір з водного поло на літніх Олімпійських іграх 2016, гра C1
Classification semifinal (5–8)
Шаблон:Жіночий турнір з водного поло на літніх Олімпійських іграх 2016, гра D1
Матч за 7-ме місце
Шаблон:Жіночий турнір з водного поло на літніх Олімпійських іграх 2016, гра E1

## Важка атлетика
| Спортсмен        | Категорія               | Ривок     | Ривок | Поштовх   | Поштовх | Загалом | Місце |
| Спортсмен        | Категорія               | Результат | Місце | Результат | Місце   | Загалом | Місце |
| ---------------- | ----------------------- | --------- | ----- | --------- | ------- | ------- | ----- |
| Веліссон Сілва   | до 85 кг (чоловіки)     | 145       | 18    | 180       | 17      | 325     | 17    |
| Матеус Грегоріо  | до 105 кг (чоловіки)    | 170       | 13    | 200       | —       | —       | DNF   |
| Фернанду Рейс    | понад 105 кг (чоловіки) | 195       | 5     | 240       | 6       | 435 AM  | 5     |
| Розана Сантос    | до 53 кг (жінки)        | 90 AM     | 5     | 103       | 7       | 193     | 5     |
| Жакелін Феррейра | до 75 кг (жінки)        | 103       | DNF   | —         | —       | —       | DNF   |

## Боротьба
Легенда:
- VT – Перемога на туше.
- PP – Перемога за очками – з технічними очками в того, хто програв.
- PO – Перемога за очками – без технічних очок в того, хто програв.
- ST – Перемога за очками – без технічних очок в того, хто програв and a margin of victory of at least 8 (Greco-Roman) or 10 (freestyle) points.

Греко-римська боротьба
| Спортсмен        | Категорія | Кваліфікація          | 1/8 фіналу         | Чвертьфінал        | Півфінал           | Втішний поєдинок 1 | Втішний поєдинок 2 | Фінал / БМ         | Фінал / БМ |
| Спортсмен        | Категорія | Суперник Результат    | Суперник Результат | Суперник Результат | Суперник Результат | Суперник Результат | Суперник Результат | Суперник Результат | Місце      |
| ---------------- | --------- | --------------------- | ------------------ | ------------------ | ------------------ | ------------------ | ------------------ | ------------------ | ---------- |
| Едуард Согомонян | до 130 кг | Каджая (GEO) L 0–4 ST | Завершив виступ    | Завершив виступ    | Завершив виступ    | Завершив виступ    | Завершив виступ    | Завершив виступ    | 16         |

Жінки
| Спортсменка    | Категорія | Кваліфікація         | 1/8 фіналу                | Чвертьфінал            | Півфінал            | Втішний поєдинок 1  | Втішний поєдинок 2  | Фінал / БМ          | Фінал / БМ |
| Спортсменка    | Категорія | Суперниця Результат  | Суперниця Результат       | Суперниця Результат    | Суперниця Результат | Суперниця Результат | Суперниця Результат | Суперниця Результат | Місце      |
| -------------- | --------- | -------------------- | ------------------------- | ---------------------- | ------------------- | ------------------- | ------------------- | ------------------- | ---------- |
| Жойс да Сілва  | до 58 кг  | Bye                  | Тинибекова (KGZ) L 1–3 PP | Завершила виступ       | Завершила виступ    | Завершила виступ    | Завершила виступ    | Завершила виступ    | 12         |
| Лаїс Нуньйос   | до 63 кг  | Şahin (TUR) L 0–5 VT | Завершила виступ          | Завершила виступ       | Завершила виступ    | Завершила виступ    | Завершила виступ    | Завершила виступ    | 15         |
| Жилда Олівейра | до 69 кг  | Bye                  | Кратиш (ISR) W 3–1 PP     | Мостафа (EGY) L 0–5 VT | Завершила виступ    | Завершила виступ    | Завершила виступ    | Завершила виступ    | 10         |
| Аліне Феррейра | до 75 кг  | Bye                  | Ватарі (JPN) W 3–1 PP     | Букіна (RUS) L 1–3 PP  | Завершила виступ    | Завершила виступ    | Завершила виступ    | Завершила виступ    | 9          |